# RMS Titanic
RMS Titanic a fost un pachebot britanic, operat de White Star Line, care s-a scufundat în Oceanul Atlantic de Nord la 15 aprilie 1912, după ce a lovit un aisberg în timpul călătoriei sale inaugurale de la Southampton, Regatul Unit, la New York, Statele Unite. Din cei 2.224 de pasageri și membri ai echipajului de la bord, peste 1.500 au murit: a fost cea mai mare catastrofă cauzată de scufundarea unei singure nave de până atunci. Până astăzi, rămâne cel mai mare astfel de dezastru cauzat de scufundarea pe timp de pace a unei nave de linie sau de croazieră. Dezastrul a atras atenția publicului, a oferit material de bază pentru categoria filmelor de dezastru și a inspirat multe lucrări artistice.
RMS Titanic era cea mai mare navă aflată în funcțiune⁠(d) în momentul în care a fost lansată la apă și a doua dintre cele trei nave maritime de line de clasă Olympic operate de White Star Line. A fost construită de șantierul naval Harland and Wolff din Belfast. Thomas Andrews, arhitectul naval șef al șantierului naval, a murit în dezastru. Titanic se afla sub comanda căpitanului Edward Smith⁠(d), care s-a scufundat cu nava⁠(d). Transatlanticul transporta unii dintre cei mai bogați oameni din lume, precum și sute de emigranți din Marea Britanie și Irlanda, Scandinavia și din alte părți ale Europei, care căutau o nouă viață în Statele Unite și Canada.
Unitatea de cazare de clasa I a fost concepută pentru a fi apogeul confortului și al luxului, cu o sală de sport, piscină, biblioteci, restaurante de înaltă ținută și cabine opulente. Un transmițător radiotelegrafic de mare putere era disponibil pentru trimiterea de „marconigrame” de către pasageri și pentru utilizarea operațională a navei. Titanic avea caracteristici avansate de siguranță, cum ar fi compartimente etanșe și uși etanșe activate de la distanță, ceea ce contribuia la reputația sa de vas „de nescufundat”.
Titanic era echipat cu 16 macarale de bărci de salvare⁠(d), fiecare capabilă să coboare câte trei bărci de salvare, pentru un total de 48 de bărci; ea transporta însă doar 20 de bărci de salvare, dintre care patru erau pliabile și s-au dovedit a fi greu de lansat în timp ce nava se scufunda (Pliabila A aproape că s-a inundat, umplută cu apă de 30 cm adâncime până la salvare, Pliabila B s-a răsturnat complet în timpul lansării). Împreună, cele 20 de bărci de salvare puteau ține 1.178 de persoane — aproximativ jumătate din numărul de pasageri de la bord și o treime din numărul de pasageri pe care nava i-ar fi putut transporta la capacitate maximă (în conformitate cu reglementările de siguranță maritimă⁠(d) ale epocii). Când nava s-a scufundat, multe dintre bărcile de salvare care fuseseră coborâte erau doar pe jumătate pline.

## Context
Numele de Titanic derivă de la titanii din mitologia greacă. Construit la Belfast, Irlanda, în Regatul Unit al Marii Britanii și Irlandei, RMS Titanic a fost al doilea dintre cele trei nave oceanice din clasa Olympic — primul a fost RMS Olimpic și al treilea a fost HMHS Britanic. Britannic urma să fie numit inițial Gigantic și urma să aibă peste 300 m lungime. Erau de departe cele mai mari nave din flota companiei maritime britanice White Star Line, care cuprindea 29 de vapoare și tendere plutitoare în 1912. Cele trei nave își aveau geneza într-o discuție de la mijlocul anului 1907 între președintele White Star Line., J. Bruce Ismay⁠(d) și finanțatorul american JP Morgan, care controla corporația-mamă a lui White Star Line, International Mercantile Marine Co.⁠(d) (IMM).
White Star Line se confrunta cu o concurență din ce în ce mai agresivă din partea principalilor săi rivali de la Cunard, care lansaseră recent Lusitania și Mauretania — cele mai rapide nave de pasageri aflate pe atunci în serviciu — și liniile germane Hamburg America⁠(d) și Norddeutscher Lloyd⁠(d). Ismay prefera să concureze pe dimensiuni mai degrabă decât pe viteză și a propus să se pună în funcțiune o nouă clasă de nave care să fie mai mare decât orice a existat înainte și să fie ultimul cuvânt în ce privește confortul și luxul. Compania a încercat o modernizare a flotei sale în primul rând ca răspuns la gigantul Cunard, dar și pentru a înlocui cea mai veche pereche de nave de pasageri încă în serviciu, RMS Teutonic din 1889 și RMS Majestic din 1890. Teutonic a fost înlocuit de Olympic, în timp ce Majestic a fost înlocuit de Titanic. Majestic avea să fie readusă în serviciul din New York al lui White Star Line după pierderea Titanicului.
Navele au fost realizate de constructorul naval Harland and Wolff din Belfast, care avea o relație de lungă durată cu White Star Line, datând din 1867. Harland și Wolff se bucura de o mare libertate în proiectarea navelor pentru White Star Line; abordarea obișnuită era ca acesta din urmă să schițeze un concept general pe care primul să îl preia și să-l transforme într-un design de navă. Chestiunea costurilor era de o importanță relativ scăzută, iar Harland and Wolff au primit autorizația să cheltuiască orice sumă este necesară pentru a realiza navele, plus o marjă de profit de cinci procente. În cazul navelor din clasa Olympic, un cost de 3 milioane de lire sterline (aproximativ 310 milioane de lire sterline în 2019) pentru primele două nave au fost convenite plus „adaosuri la contract” și taxa obișnuită de cinci procente.
Harland și Wolff și-au pus cei mai buni proiectanți să lucreze la designul navelor din clasa Olympic. Proiectarea a fost supervizată de Lord Pirrie⁠(d), director atât la Harland și Wolff, cât și la White Star Line; arhitectul naval⁠(d) Thomas Andrews, directorul general al departamentului de proiectare de la Harland and Wolff; Edward Wilding, adjunctul lui Andrews și responsabil pentru calculele designului navei, stabilității și pescajului; și Alexander Carlisle⁠(d), desenator tehnic-șef și director general al șantierului naval. Printre responsabilitățile lui Carlisle se numărau decorațiunile, echipamentul și toate aranjamentele generale, inclusiv implementarea unui design eficient al dispunerii bărcilor de salvare.
La 29 iulie 1908, Harland and Wolff au prezentat desenele tehnice lui J. Bruce Ismay și altor directori de la White Star Line. Ismay a aprobat proiectul și a semnat trei „scrisori de acord” două zile mai târziu, autorizând începerea construcției. În acest moment, prima navă – care mai târziu urma să devină Olympic – nu avea niciun nume, ci era denumită pur și simplu „Numărul 400”, deoarece era cea de-a patru suta carenă a lui Harland and Wolff. Titanic s-a bazat pe o versiune revizuită a aceluiași design și a primit numărul 401.

## Dimensiuni și aspect

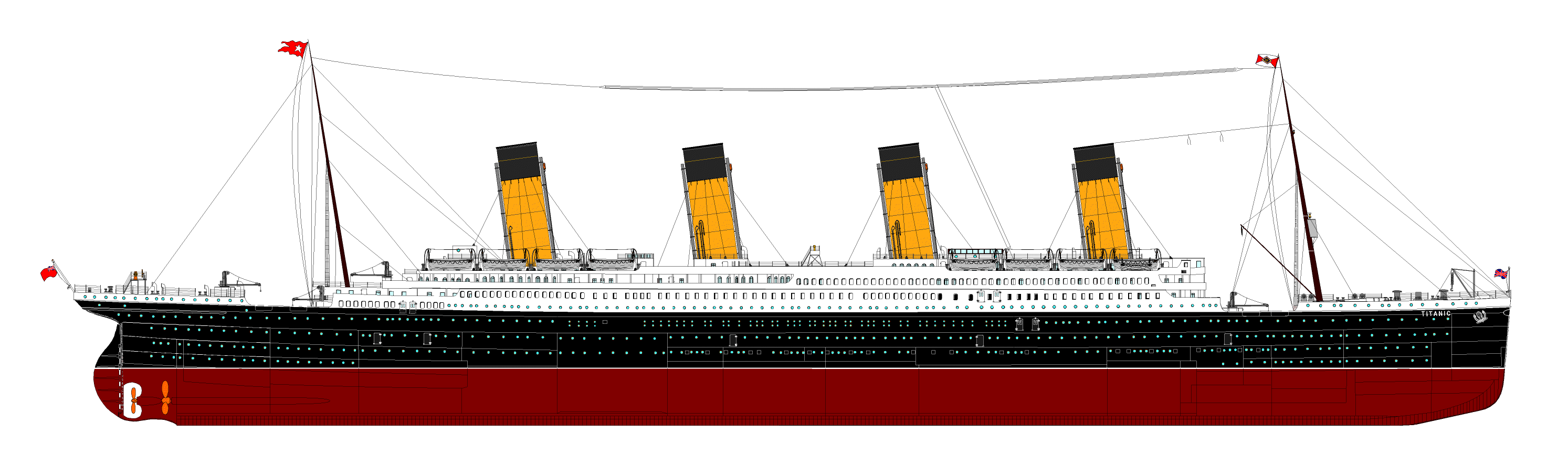
Vedere a Titanicului dinspre tribord

Titanic avea 269,06 m lungime, cu o lățime maximă de 28,19 m.
Înălțimea totală, măsurată de la baza chilei până la partea de sus a punții, era de 32 m. El avea un volum total de 46.329 tone-registru brut și 21.835 net și cu un draft de 10,32 m, el deplasa 52.310 t. Toate cele trei nave din clasa Olympic aveau zece punți (excluzând partea superioară a cabinelor ofițerilor), dintre care opt erau destinate pasagerilor. De sus în jos, punțile erau:
- Puntea bărcilor, pe care erau adăpostite bărcile de salvare. De aici, în primele ore ale zilei de 15 aprilie 1912, bărcile de salvare ale Titanicului au fost coborâte în Atlanticul de Nord. Puntea de comandă și timoneria se aflau la capătul din față, în fața cabinelor căpitanului și ofițerilor. Puntea de comandă se ridica la 2,4 m deasupra punții, extinzându-se de fiecare parte, astfel încât nava să poată fi controlată în timpul andocării. Timoneria stătea în interiorul punții de comandă. Intrarea spre Scara Mare și sala de sport de la clasa I erau situate la mijlocul navei, împreună cu acoperișul înălțat al salonului de clasa I, în timp ce în spatele punții erau acoperișul camerei de fum de clasa I și intrarea relativ modestă de la clasa a II-a. Nivelul, acoperit cu lemn, era împărțit în patru promenade separate: pentru ofițeri, pasagerii de clasa întâi, mecanici și, respectiv, pasagerii de clasa a doua. Bărcile de salvare se aliniau pe marginea nivelului, cu excepția zonei de clasă I, unde era un gol, astfel încât priveliștea să nu fie stricată.[18][19]
- Puntea A, numit și Puntea Promenadei, se întindea de-a lungul întregii lungimi de 166 ma suprastructurii⁠(d). Era rezervat exclusiv pentru pasagerii de clasa I și conținea cabine de clasa I, salonul de clasă I, salonul de fumat, săli de lectură și scris și Salonul cu Palmieri.[18]
- Puntea B, puntea de comandă, era nivelul cel mai de sus dintre cele care suportau încărcare și nivelul cel mai de sus al carenei. Mai multe locuri de cazare pentru pasageri de clasa I erau amplasate aici, cu șase mari cabine de lux, cu propriile lor promenade private. Pe Titanic, restaurantul À La Carte și Café Parisien ofereau pasagerilor de clasa I spații de lux pentru luat masa. Ambele erau conduse de maeștri culinari subcontractați și personalul acestora; toți au murit în dezastru. Camera de fumat de clasa a doua și holul de la intrare erau ambele situate pe această punte. Teuga navei era în partea din față a nivelului punții, adăpostind trapa numărul 1 (trapa principală până la calele de marfă), numeroase piese de mașini și carcasele ancorei.[c] Spre pupa la nivelul punții se afla duneta supraînălțată, de 32 m lungime, folosită ca promenadă de către pasagerii de la clasa a treia. A fost locul unde mulți dintre pasagerii și echipajul Titanicului s-au refugiat pentru ultima oară când nava s-a scufundat. Castelul de prova și duneta erau separate de puntea de comandă prin puțuri⁠(d).[20][21]
- Puntea C, Puntea de Adăpost, era cea mai înaltă punte neîntreruptă de la prova la pupa. Ea cuprindea ambele puțuri; cel din pupa servea drept parte a promenadei de clasa a III-a. Cabinele echipajului erau găzduite sub castelul de prova, iar camerele publice de clasa a treia erau găzduite sub dunetă. În mijloc se aflau majoritatea cabinelor de clasa întâi și biblioteca de clasa a doua.[20][22]
- Puntea D, Puntea Salon, era dominată de trei săli publice mari — Sala de recepție de clasă întâi, salonul de mese de clasa întâi și salonul de mese de clasa a doua. Era prevăzut un spațiu deschis pentru pasagerii de la clasa a treia. Pasagerii claselor I, II și III aveau cabine pe această punte, cu dane pentru pompieri situate în prova. Era cel mai înalt nivel atins de pereții etanși ai navei (deși doar de opt din cei cincisprezece pereți). [20] [23]
- Puntea E, Puntea de Sus, era folosită în principal pentru cazarea pasagerilor pentru toate cele trei clase, plus locuri de odihnă pentru bucătari, marinari, stewarzi și cărbunari⁠(d) . Pe lungimea sa trecea un pasaj lung poreclit Scotland Road, cu referire la o stradă faimoasă din Liverpool. Scotland Road era folosit de membrii echipajului și de pasagerii de la clasa a treia.[20][24]
- Puntea F, Puntea Mijlocie, era ultima punte completă și găzduia în principal pasageri de clasa a II-a și a III-a și mai multe departamente ale echipajului. Aici se afla sala de mese de la clasa a treia, împreună cu piscina, baia turcească⁠(d) și canisa.[20][24][25]
- Puntea G, puntea inferioară, era cea mai joasă punte completă care transporta pasageri și avea cele mai joase hublouri, chiar deasupra liniei de plutire. Aici se afla terenul de squash, împreună cu oficiul poștal de călătorie, unde scrisorile și coletele erau sortate gata să fie livrate după acostarea navei. Aici se depozitau și alimente. Puntea era întreruptă în mai multe puncte de punți orlop (parțiale) deasupra încăperilor cazanelor, motoarelor și turbinelor.[20][26]
- Punțile Orlop și capul balastului de mai jos erau la cel mai de jos nivel al navei, sub linia de plutire. Punțile orlop erau folosite ca spații de marfă, în timp ce capul balastului — partea interioară a cocii navei — asigura platforma pe care erau adăpostite cazanele, motoarele, turbinele și generatoarele electrice ale navei. Această zonă a navei era ocupată de încăperile motoarelor și cazanelor, zone pe care pasagerilor le-ar fi fost interzis să le vadă. Acestea erau conectate cu nivelurile superioare ale navei prin scări; scări duble în spirală de lângă prova asigurau acces până la puntea D.[20][26]

## Caracteristici

### Putere

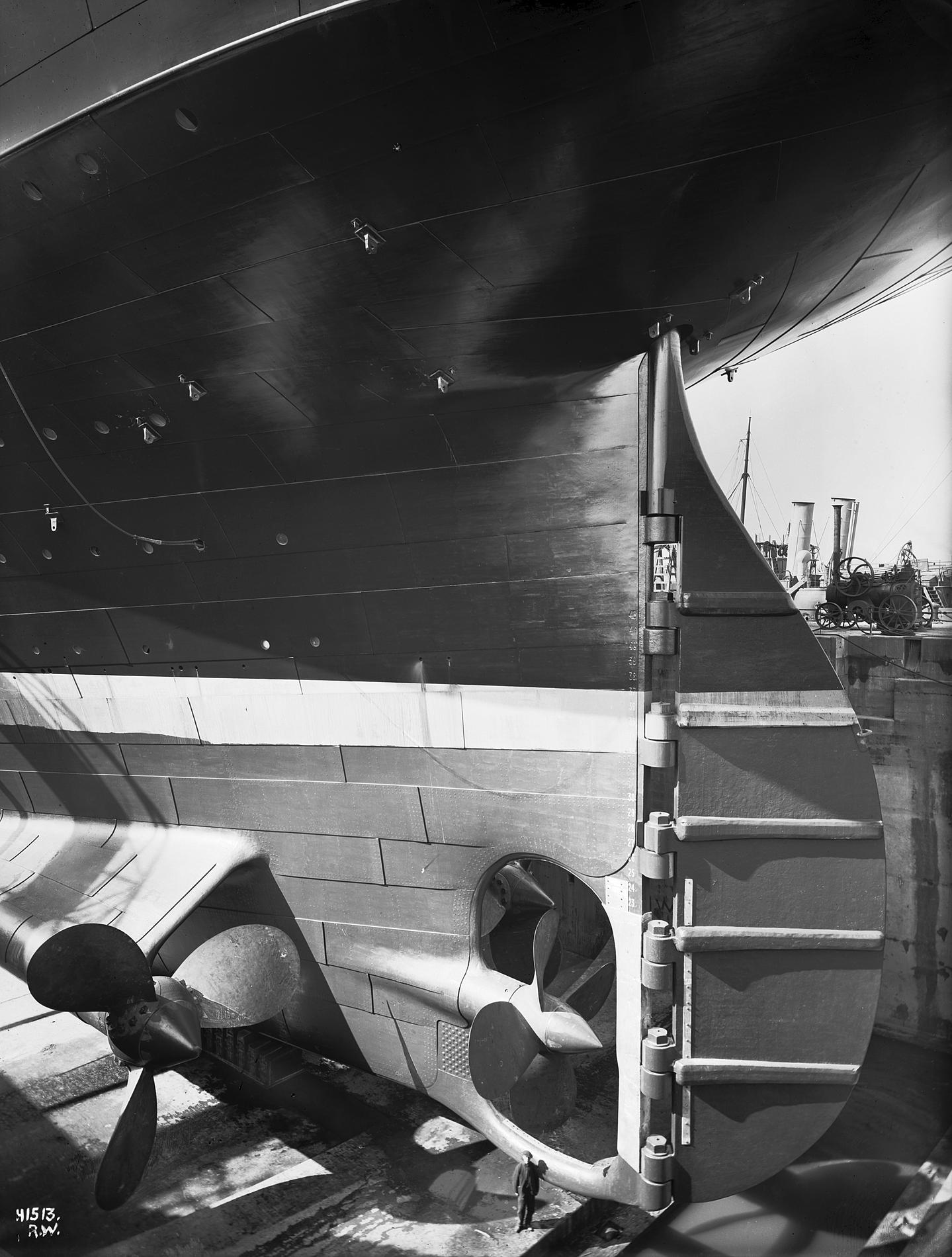
Cârma lui cu elice centrală și de babord; omul de jos arată scara.

Titanic era echipat cu trei motoare principale — două motoare cu abur cu patru cilindri alternativi⁠(d), cu triplă expansiune și o turbină Parsons de joasă presiune plasată central — fiecare antrenând o elice. Cele două motoare alternative aveau o putere combinată de 30.000 cai putere (22.000 kW)   . Puterea turbinei cu abur era de 16.000 cai putere (12.000 kW). White Star Line a folosit aceeași combinație de motoare pe o navă anterioară, Laurentic⁠(en)[traduceți], unde a avut un mare succes. Ea oferea o combinație bună între performanță și viteză; motoarele cu pistoane nu erau suficient de puternice pentru a propulsa o garnitură de clasă Olympic la vitezele dorite, în timp ce turbinele erau suficient de puternice, dar provocau vibrații incomode, o problemă care afecta navele de tip Cunard cu motoare cu turbină, ca Lusitania și Mauretania. Prin combinarea motoarelor cu piston cu o turbină, consumul de combustibil putea fi redus și puterea motrice crescută, folosind aceeași cantitate de abur.
Cele două motoare alternative aveau fiecare 19 m lungime și cântăreau 720 de tone, plăcile pe care stăteau contribuind cu încă 195 de tone. Acestea erau alimentate cu abur produs în 29 de cazane, dintre care 24 erau cu două capete și cinci cu un singur capăt, conținând un total de 159 de cuptoare. Cazanele aveau 4,8 m în diametru și 6,1 m lungime, fiecare cântărind 91,5 tone și putând ține 48,5 tone de apă.
Ele erau încălzite prin arderea cărbunelui, din care buncărele⁠(d) Titanicului puteau stoca 6.611 t, iar alte 1.092 t se țineau în Cala 3. Cuptoarele necesitau introducerea manuală a peste 600 de tone de cărbune pe zi, muncă prestată de 176 de fochiști⁠(d) care lucrau non-stop. 100 de tone de cenușă pe zi trebuiau eliminate prin aruncarea în mare. Munca era grea, murdară și periculoasă și, deși fochiștii erau plătiți relativ generos, exista o rată mare de sinucideri în rândul celor care făceau această muncă.
Aburul de evacuare care ieșea din motoarele cu piston era alimentat în turbină, care era situată în spate. De acolo, trecea într-un condensator de suprafață⁠(d), pentru a crește eficiența turbinei și pentru ca aburul să poată fi condensat înapoi, iar apa reutilizată. Motoarele erau atașate direct de arbori lungi care antrenau elicele. Erau trei, câte una pentru fiecare motor; elicele exterioare  erau cele mai mari, fiecare având trei pale din aliaj mangan-bronz cu un diametru total de 7,2 m. Elicea din mijloc era puțin mai mică la 5,2 m în diametru, și putea fi oprită, dar nu inversată.
Uzina electrică a Titanicului era capabilă să producă mai multă energie decât o centrală electrică obișnuită a unui oraș din acea vreme. Imediat în spatele motorului cu turbină se aflau patru Generatoare electrice acționate de abur, de 400 kW, folosite pentru a furniza energie electrică navei, plus două generatoare auxiliare de 30 kW pentru utilizare în caz de urgență. Amplasarea lor în pupa navei a însemnat că au rămas operaționale până în ultimele minute înainte de scufundarea navei.
Titanic nu avea un reflector, acestea fiind la acea dată interzise navelor din marina comercială.

### Tehnologie

#### Compartimente și hornuri
Interioarele navelor din clasa Olympic erau împărțite în 16 compartimente⁠(d) primare împărțite în 15 pereți care se extindeau deasupra liniei de plutire. Unsprezece uși etanșe care se închideau vertical erau menite să etanșeze compartimentele în caz de urgență. Pardoseala expusă a navei era din pin și tec, în timp ce tavanele interioare erau acoperite cu plută granulată vopsită pentru a combate condensul. Deasupra punților stăteau patru hornuri, fiecare vopsit cu ocru și cu partea de sus neagră; doar trei erau funcționale — cel din spate era instalat în scopuri pur estetice și pentru ventilația bucătăriei. Două catarge, fiecare de 47 m grădini înalte, sprijineau bigi pentru marfă.

#### Cârma și motoarele de direcție
Cârma Titanicului era atât de mare — 23,98 m înălțime și 4,65 m lungime, cu o greutate de peste 100 de tone — încât era nevoie de motoare de direcție⁠(d) pentru a o deplasa. Au fost instalate două motoare de direcție cu abur, deși doar unul era folosit la un moment dat, celălalt fiind păstrat ca rezervă. Acestea erau conectate la timona⁠(d) scurtă prin arcuri rigide, pentru a izola motoarele de direcție de orice șocuri pe mare sau în timpul schimbărilor rapide de direcție. Ca ultimă soluție, timona putea fi deplasată cu funii conectate la două cabestane⁠(d) cu aburi. Cabestanele erau folosite și pentru ridicarea și coborârea celor cinci ancore ale navei (una la babord, una la tribord, una în linia centrală și două ancore de avanti).

#### Apa, ventilația și încălzirea
Nava era echipată cu propriile instalații de apă, capabile să încălzească și să pompeze apă în toate părțile navei printr-o rețea complexă de țevi și supape. Principala provizie de apă a fost luată la bord în timp ce Titanic se afla în port, dar, în caz de urgență, nava putea și sa distileze apă dulce din apa de mare, deși acesta nu era un proces simplu, deoarece instalația de distilare se înfunda rapid cu depozite de sare. O rețea de conducte izolate transporta aerul cald, condus de ventilatoare electrice, în jurul navei, iar cabinele de clasa I erau echipate cu încălzitoare electrice suplimentare.

#### Comunicațiile radio
Echipamentul radiotelegrafic al Titanicului (cunoscut pe atunci ca telegraf fără fir) fusese închiriat de White Star Line de la Compania Internațională de Comunicații Marine Marconi⁠(d), care a furnizat și doi dintre angajații săi, Jack Phillips⁠(d) și Harold Bride⁠(d), ca operatori. Serviciul a menținut un program de 24 de ore, trimițând și primind în primul rând telegramele pasagerilor, dar și gestionând mesaje de navigație, inclusiv rapoarte meteo și avertismente de gheață. Camera radio era situată pe puntea bărcilor, în zona cabinelor ofițerilor. O „Cameră Silențioasă”, izolată fonic, lângă sala de operare, adăpostea echipamente zgomotoase, inclusiv emițătorul și un motor-generator folosit pentru producerea de curent alternativ. Locuința operatorilor era adiacentă biroului de lucru. Nava era echipată cu un transmițător rotativ cu eclator⁠(d) de 5 kilowați „de ultimă generație”, cu indicativul de apel⁠(d) telegrafic fără fir MGY, iar comunicarea era în cod Morse. Acest transmițător a fost una dintre primele instalații Marconi care folosea un eclator rotativ, ceea ce conferea Titanicului un ton muzical distinctiv, care putea fi ușor distins de alte semnale. Emițătorul era unul dintre cele mai puternice din lume și producătorul garanta difuzarea pe o rază de 350 mile (563 km). Pentru transmisie și recepție era folosită o antenă T⁠(d) ridicată, care se întindea pe lungimea navei. Frecvența normală de funcționare era de 500 kHz (lungime de undă de 600 m); cu toate acestea, echipamentul putea funcționa și pe lungimea de unde „scurte” de 1.000 kHz (300 m) care era folosită de nave mai mici cu antene mai scurte.

### Facilități pentru pasageri
Facilitățile pentru pasageri de la bordul Titanicului urmăreau să îndeplinească cele mai înalte standarde de lux. Conform planurilor generale de aranjament, nava putea găzdui 833 de pasageri la clasa întâi, 614 la clasa a doua și 1.006 la clasa a treia, pentru o capacitate totală de 2.453 de pasageri. În plus, capacitatea de cazare pentru membrii echipajului depășea 900, deoarece majoritatea documentelor din configurația ei inițială declarau o capacitate de transport completă atât pentru pasageri, cât și pentru echipaj de 3.547. Designul interior se abătea de la cel al altor nave de pasageri, care erau de obicei decorate în stilul destul de greoi al unui conac sau al unei case de țară englezești⁠(d).
Titanic era amenajat într-un stil mult mai ușor, similar cu cel al hotelurilor contemporane de lux — Hotelul Ritz⁠(d) fusese un punct de referință — cabinele clasa întâii având finisaje în stil Empire. O varietate de alte stiluri decorative, de la Renaștere la Louis XV⁠(d), au fost folosite pentru a decora cabinele și sălile publice din zonele de clasa I și a II-a ale navei. Scopul era de a da impresia că pasagerii se aflau într-un hotel plutitor și nu neapărat pe un vapor; după cum își amintea un pasager, la intrarea în interiorul navei, „îți pierdeai imediat senzația că ești la bordul navei și ți se părea în schimb că intri în holul unei case mari de pe uscat”.
Printre funcțiile mai noi disponibile pentru pasagerii de clasa întâi se numărau o piscină de 2,1 m adâncime cu apă sărată, o sală de sport, un teren de squash și o baie turcească⁠(d) care cuprindea baie electrică⁠(d), baie de aburi, cameră rece, cameră de masaj și cameră fierbinte. Camerele comune de primă clasă erau impresionante ca amploare și luxos decorate. Ele aveau un salon în stilul Palatului Versailles, o enormă sală de recepție, o sală de fumat pentru bărbați și o sală de lectură și scris. Exista un restaurant à la carte în stilul hotelului Ritz, concesionat celebrului restaurator italian Gaspare Gatti⁠(d). O cafenea pariziană decorată în stilul unei cafenele franceze de trotuar, cu spaliere acoperite cu iederă și mobilier din răchită, era administrată ca o anexă a restaurantului. Pentru un cost suplimentar, pasagerii de clasa întâi se puteau bucura de cea mai fină haute cuisine franceză în cel mai luxos decor. Exista și o cafenea Verandah, unde se serveau ceaiuri și băuturi răcoritoare, care oferea priveliști superbe ale oceanului. Având 35 m lungime și 28 m lățime, salonul pentru cină de pe puntea D, proiectat de Charles Fitzroy Doll, era cea mai mare încăpere plutitoare și putea găzdui aproape 600 de pasageri simultan.

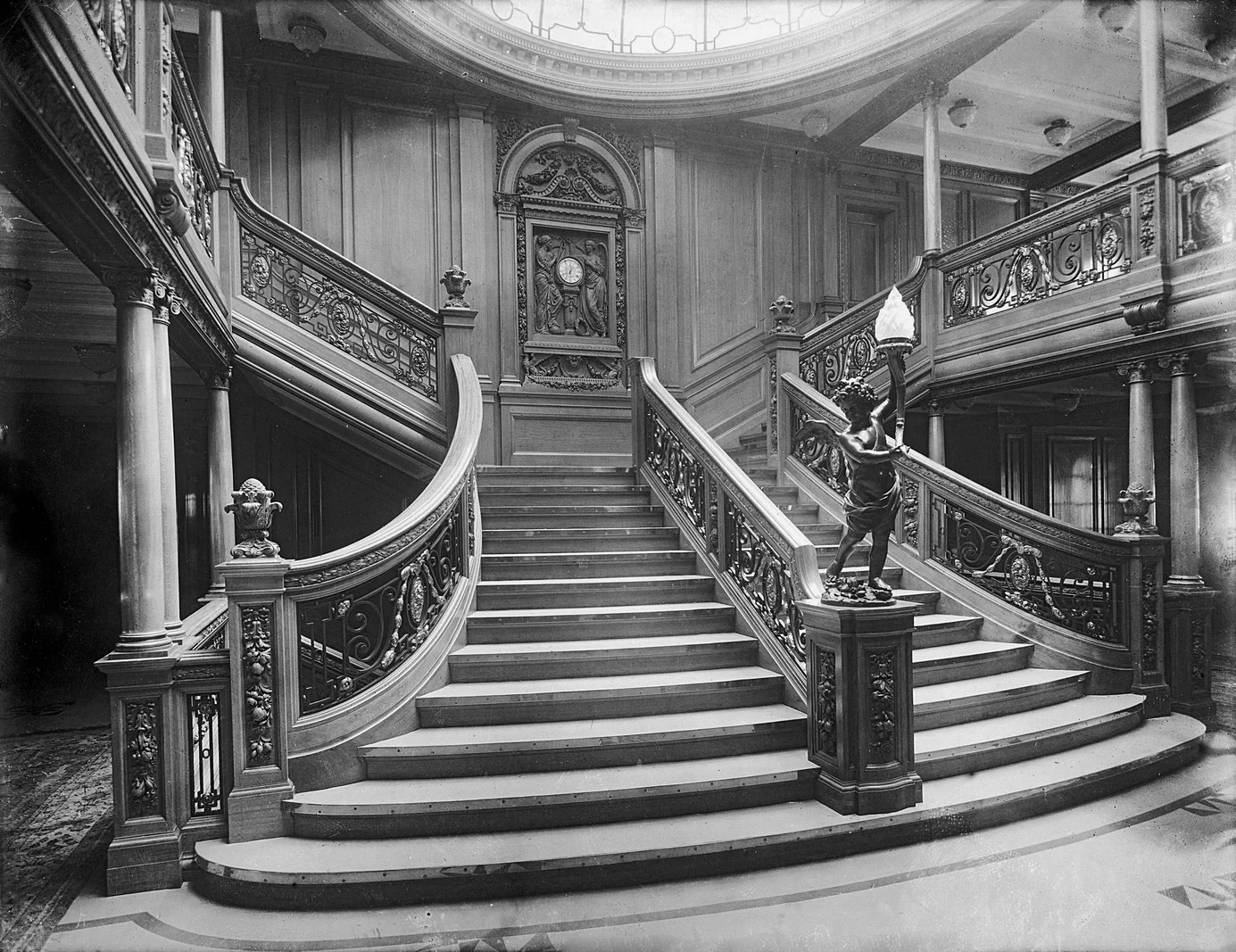
Scara mare din față de la clasa întâi a navei-soră a Titanicului RMS Olympic. Cea a Titanicului ar fi arătat aproape identic. Nu există fotografii cunoscute cu scara  Titanicului.
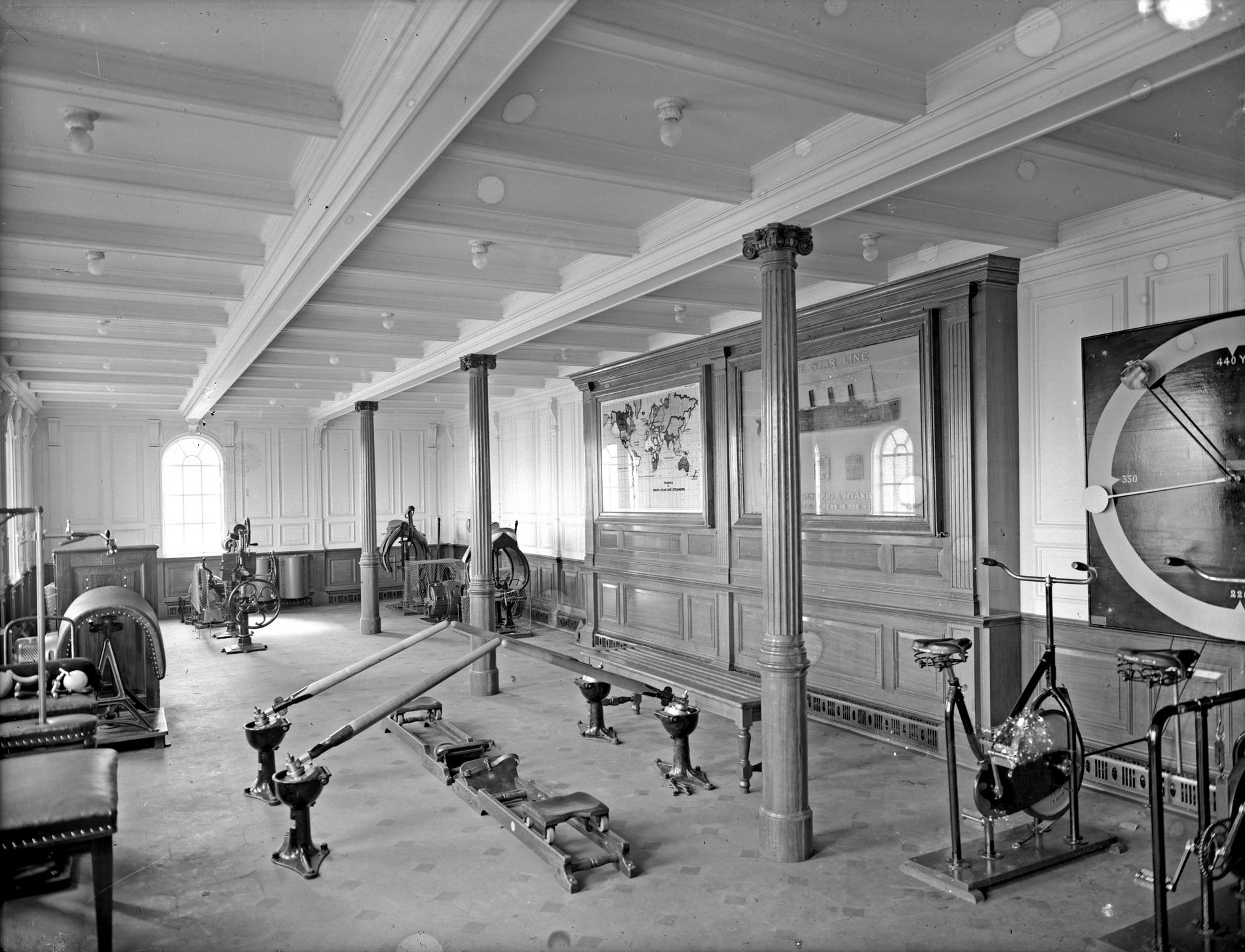
Sala de sport de pe Puntea Bărcilor, echipată cu cele mai noi aparate de gimnastică
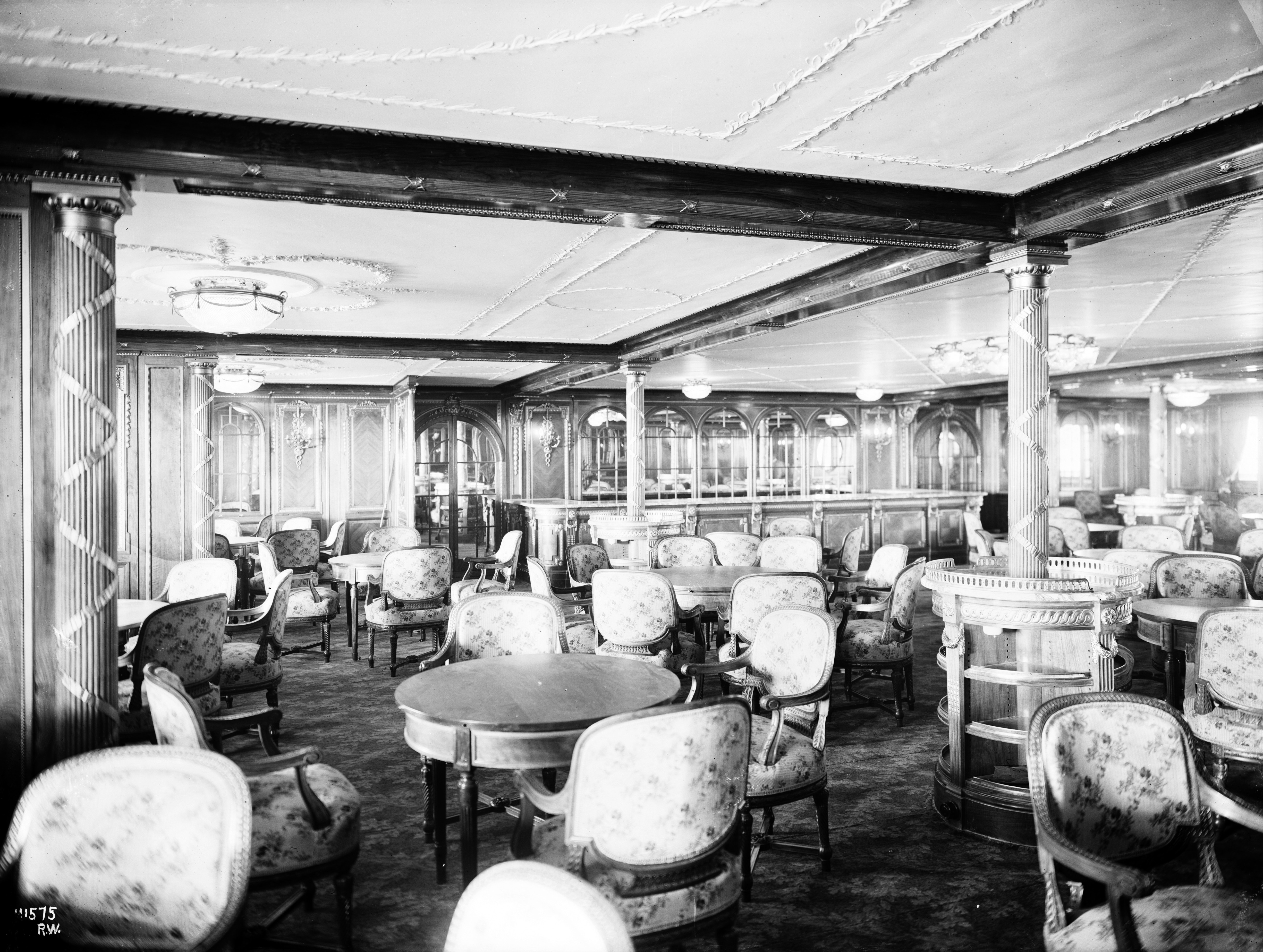
Restaurantul à la carte de pe Puntea B (ilustrat aici pe nava-soră RMS Olympic), administrat drept concesiune de maestrul culinar italian Gaspare Gatti⁠(d)
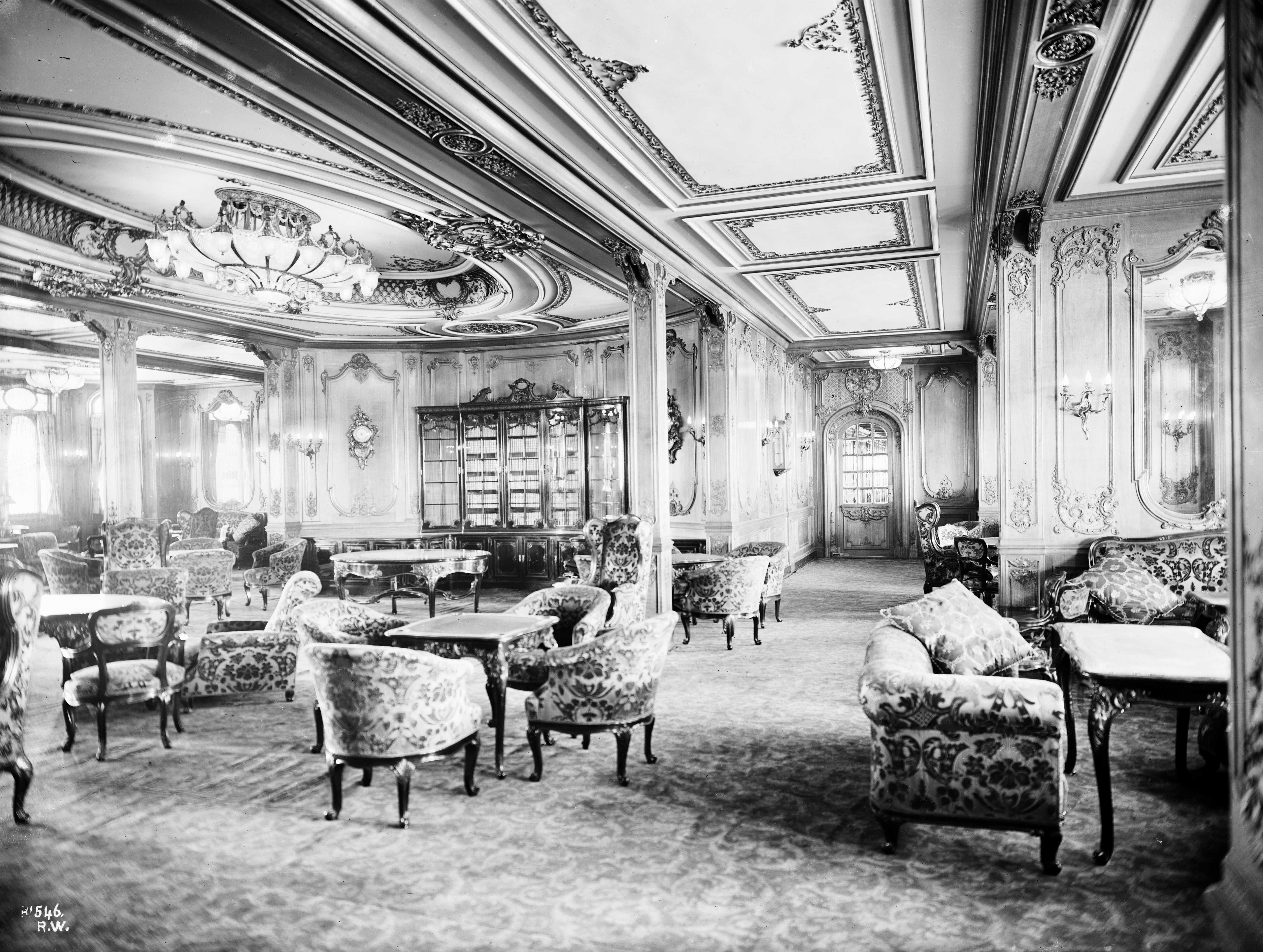
Salonul de la clasa întâi de pe RMS Olympic
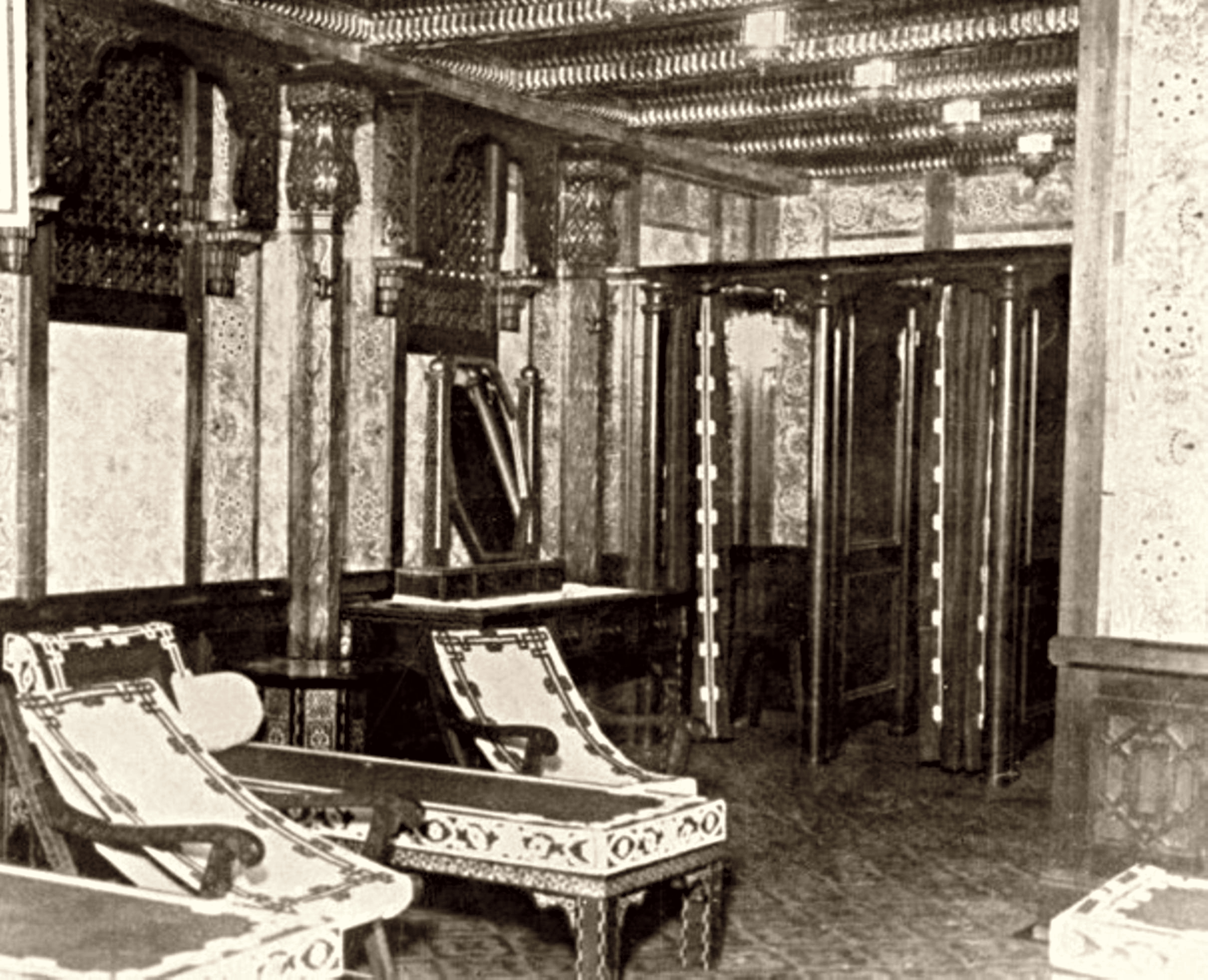
Băile turcești de la clasa întâi, aflate de-a lungul laturii de la tribord a Punții F

Spațiile de cazare de la clasa a treia (denumite de obicei Steerage) de la bordul Titanicului nu erau la fel de luxoase ca clasa întâi sau a doua, dar chiar și așa, erau mai bune decât cele de pe multe alte vapoare ale vremii. Ele reflectau standardele îmbunătățite pe care le adoptase White Star Line pentru imigranții transatlantici și călătoriile din clasa inferioară. Pe majoritatea navelor de pasageri din Atlanticul de Nord la acea vreme, locurile de cazare de clasa a treia constau în niște simple dormitoare deschise în partea din față a navelor, în care sute de oameni erau închiși, adesea fără hrană sau toalete adecvate. White Star Line renunțase demult la acest tipar. După cum s-au văzut la bordul Titanicului, toate navele de pasageri White Star Line își împărțeau locurile de cazare de clasa a treia în două secțiuni, întotdeauna la capetele opuse ale navei una față de cealaltă. Aranjamentul stabilit era ca bărbații singuri să fie cazați în zonele din față, în timp ce femeile singure, cuplurile căsătorite și familiile să fie cazate în spate. În plus, în timp ce alte nave ofereau doar aranjamente de dormit în săli cu paturi etajate necompartimentate, navele White Star Line oferea pasagerilor de clasa a treia mici, dar confortabile, cabine private, capabile să găzduiască doi, patru, șase, opt sau zece pasageri.
Spațiile de cazare de la clasa a treia (denumite de obicei Steerage) de la bordul Titanicului nu erau la fel de luxoase ca clasa întâi sau a doua, dar chiar și așa, erau mai bune decât cele de pe multe alte vapoare ale vremii. Ele reflectau standardele îmbunătățite pe care le adoptase White Star Line pentru imigranții transatlantici și călătoriile din clasa inferioară. Pe majoritatea navelor de pasageri din Atlanticul de Nord la acea vreme, locurile de cazare de clasa a treia constau în niște simple dormitoare deschise în partea din față a navelor, în care sute de oameni erau închiși, adesea fără hrană sau toalete adecvate. White Star Line renunțase demult la acest tipar. După cum s-au văzut la bordul Titanicului, toate navele de pasageri White Star Line își împărțeau locurile de cazare de clasa a treia în două secțiuni, întotdeauna la capetele opuse ale navei una față de cealaltă. Aranjamentul stabilit era ca bărbații singuri să fie cazați în zonele din față, în timp ce femeile singure, cuplurile căsătorite și familiile să fie cazate în spate. În plus, în timp ce alte nave ofereau doar aranjamente de dormit în săli cu paturi etajate necompartimentate, navele White Star Line oferea pasagerilor de clasa a treia mici, dar confortabile, cabine private, capabile să găzduiască doi, patru, șase, opt sau zece pasageri.
Spațiile de cazare de clasa a treia aveau și propriile săli de mese, precum și zone publice de adunare, inclusiv un spațiu deschis adecvat pe punte, care la bordul Titanicului cuprindea duneta de la pupa, punțile-puț din față și pupa și un spațiu mare deschis pe puntea D care putea fi folosit ca sală de socializare. În plus, mai era o cameră de fumat pentru bărbați și o cameră de uz general pe puntea C, pe care femeile le puteau folosi pentru citit și scris. Deși nu erau la fel de impresionante în design precum zonele din spațiile de cazare de clase superioare, erau totuși mult peste media pentru perioada respectivă.
Existau facilități de agrement pentru petrecerea timpului pentru toate cele trei clase. Pe lângă utilizarea facilităților interioare, cum ar fi biblioteca, camerele pentru fumat și sala de sport, pasagerii obișnuiau și să socializeze pe puntea deschisă, să se plimbe sau să se relaxeze pe șezlonguri sau bănci de lemn închiriate. Înainte de plecare, se publica o listă de pasageri care informa publicul ce membri de familie bună se aflau la bord și era ceva obișnuit ca mamele ambițioase să folosească lista pentru a identifica burlacii bogați cărora le puteau prezenta în timpul călătoriei pe fiicele lor de măritat.
Una dintre cele mai distinctive trăsături ale Titanicului erau scările de la clasa I, cunoscute sub numele de Grand Staircase⁠(d) sau Grand Stairway (Scările Mari). Construite din stejar englezesc masiv, cu o curbură mare, scările coborau prin cele șapte punți ale navei, între puntea bărcilor și puntea E, înainte de a se termina cu o scară unică simplă pe puntea F. Erau acoperite cu o cupolă din fier forjat și sticlă care lăsa lumina naturală să lumineze casa scării. Fiecare palier de pe scări permitea accesul la holurile de intrare decorate cu lambriuri în stilul William & Mary⁠(d) și iluminate cu corpuri de iluminat din bronz aurit și cristal.
La palierul de sus se afla un panou mare din lemn sculptat care conținea un ceas, cu figuri pe tema „Vremea încoronării onoarei și gloriei” care flancau cadranul ceasului. Scările Mari au fost distruse în timpul scufundării și în locul lor acum este doar un spațiu gol în epavă, prin care exploratorii moderni pot accesa punțile inferioare. În timpul turnării filmului Titanic de James Cameron în 1997, replica Scării Mari a fost smulsă din țâțâni de forța apei care se năpustea pe platoul de filmare. S-a sugerat că în timpul evenimentului real, toate Scările Mari au fost aruncate în sus prin cupolă.

### Poștă și marfă

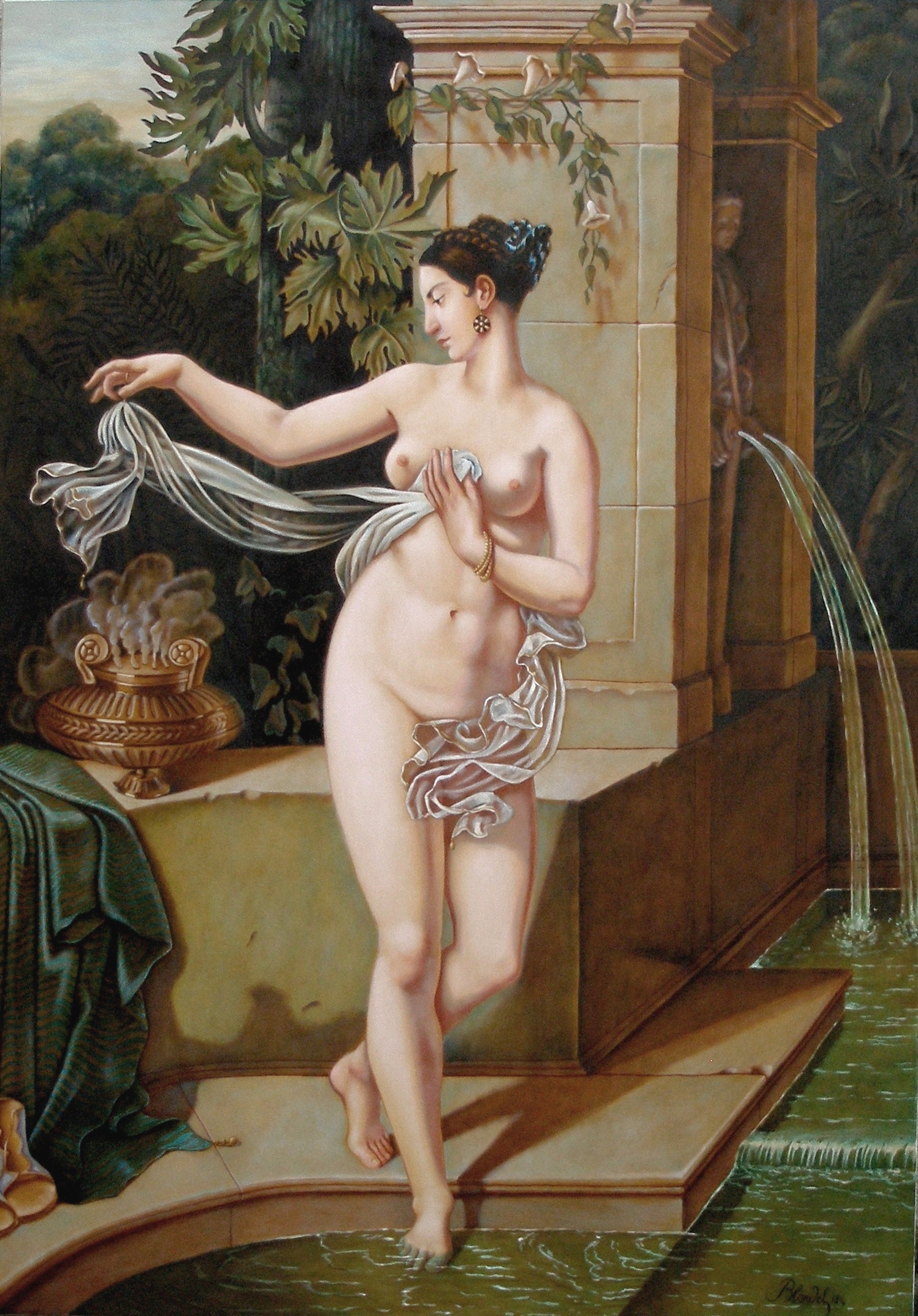
' de ; cel mai apreciat articol de marfă pierdut pe Titanic. Această imagine este a unei copii.

Deși Titanicul era în primul rând o navă de pasageri, ea transporta și o cantitate substanțială de marfă. Denumirea ei oficială prefixată cu RMS (Royal Mail Ship — Navă a Poștei Regale) indica și faptul că transporta corespondență în baza unui contract cu Poșta Regală Britanică⁠(d) (dar și pentru Departamentul Poștei Statelor Unite⁠(d)). Pentru depozitarea scrisorilor, pachetelor și valorilor (lingouri, monede și alte obiecte de valoare), fusese alocat un spațiu de 760 m³ în cale. Poșta Marină de pe Puntea G era administrată de cinci funcționari poștali (trei americani și doi britanici), care lucrau 13 ore pe zi, șapte zile pe săptămână, sortând până la 60.000 de articole zilnic.
Pasagerii navei au adus cu ei o cantitate imensă de bagaje; alte 550,9 m³ erau ocupați de bagajele de la clasa întâi și a doua. În plus, exista o cantitate considerabilă de marfă obișnuită, variind de la mobilier la produse alimentare și o mașină Renault Type CE Coupé de Ville⁠(d) din 1912. În ciuda legendelor care aveau să circule mai târziu, încărcătura din călătoria inaugurală a Titanicului era destul de banală; nu exista aur, minerale exotice sau diamante, iar unul dintre cele mai faimoase obiecte pierdute în naufragiu, o copie încrustată cu bijuterii a Rubaiyatului lui Omar Khayam⁠(d), a fost evaluat la doar 405 lire sterline (42.700 lire sterline astăzi). Conform cererilor de despăgubire depuse la comisarul Gilchrist, în urma încheierii anchetei Senatului, cel mai apreciat element de bagaj sau marfă a fost o mare pictură în ulei neoclasică intitulată La Circassienne au Bain⁠(d) a artistului francez Merry-Joseph Blondel⁠(d). Proprietarul tabloului, pasagerul de la clasa I Mauritz Håkan Björnström-Steffansson⁠(d), a depus o cerere de despăgubire în valoare de 100.000 de dolari (echivalent cu 2,4 milioane în 2014) ca compensație pentru pierderea operei de artă.
Titanicul era echipat cu opt macarale electrice, patru trolii electrice și trei trolii cu aburi pentru a ridica marfa și bagajele în și din cale. Se estimează că nava a folosit aproximativ 415 tone de cărbune în timp ce staționa în Southampton, doar pentru a genera aburi pentru a opera troliurile de marfă și pentru încălzire și lumină.

### Bărcile de salvare

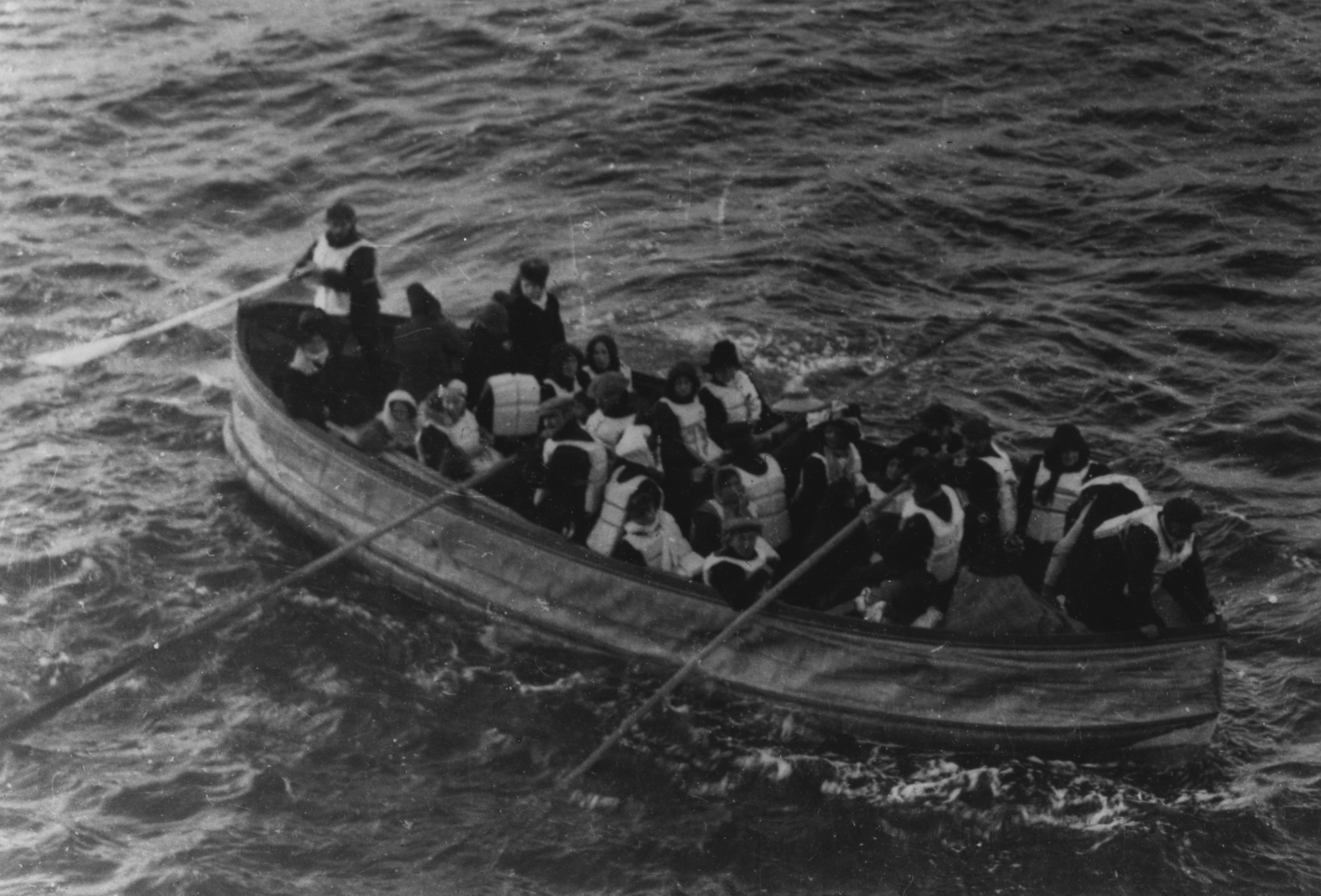
O barcă de salvare pliabilă cu marginile din pânză

Ca și Olympic, Titanic transporta un total de 20 de bărci de salvare: 14 bărci de salvare standard Harland și Wolff din lemn, cu o capacitate de 65 de persoane fiecare și patru bărci de salvare Engelhardt „pliabile” (fund din lemn, părți laterale de pânză pliabile) (identificate de la A la D) cu o capacitate de 47 de persoane fiecare. În plus, ea avea două cuttere⁠(d) de urgență cu o capacitate de 40 de persoane fiecare. Olympic transporta cel puțin două bărci pliabile de fiecare parte a hornului numărul unu. Toate bărcile de salvare erau depozitate în siguranță pe puntea bărcilor și, cu excepția bărcilor de salvare pliabile A și B, conectate la macarale prin frânghii. Cele de pe tribord aveau numerele impare 1–15 de la prova la pupa, în timp ce cele de pe babord erau cu numere pare 2–16 de la prova la pupa.
Ambele cuttere erau ținute înclinate în afară, atârnând de macarale, gata pentru a fi utilizate imediat, în timp ce bărcile de salvare pliabile C și D erau depozitate pe puntea bărcilor (conectate la macarale) imediat spre interior de bărcile 1 și respectiv 2. A și B erau depozitate pe acoperișul camerei ofițerilor, de ambele părți ale hornului numărul 1. Nu existau macarale care să le coboare și greutatea lor făcea ca lansarea manuală să fie dificilă. Fiecare barcă transporta (printre altele) hrană, apă, pături și o centură de salvare de rezervă. Corzile de salvare de pe părțile laterale ale bărcilor le permiteau să salveze mai mulți oameni din apă, dacă era necesar.
Titanic avea 16 seturi de macarale pentru bărci, fiecare capabilă să se ocupe de patru bărci de salvare așa cum proiectase Carlisle. Aceasta îi oferea Titanicului capacitatea de a transporta până la 64 de bărci de salvare din lemn care ar fi fost suficiente pentru 4.000 de oameni — considerabil mai mult decât capacitatea reală a navei. Cu toate acestea, White Star Line a hotărât să transporte doar 16 bărci de salvare din lemn și patru din materiale pliabile, care puteau găzdui 1.178 de persoane, doar o treime din capacitatea totală a Titanicului. La acea vreme, reglementările Board of Trade⁠(d) impuneau navelor britanice de peste 10.000 de tone să transporte doar 16 bărci de salvare cu o capacitate de 990 de ocupanți.
Prin urmare, White Star Line oferea, de fapt, mai multe locuri în bărcile de salvare decât obligația sa legală. La acea vreme, bărcile de salvare aveau scopul de a transporta supraviețuitorii de pe o navă care se scufundă la o navă de salvare – nu să țină pe linia de plutire întreaga populație sau să o conducă până la țărm. Dacă SS Californian ar fi răspuns la apelurile SOS⁠(d) ale Titanicului, bărcile de salvare ar fi putut transporta toți pasagerii în siguranță așa cum era planificat.

## Construirea și pregătirea navei

### Construcția, lansarea și amenajarea
Dimensiunea mare a Titanicului și a navelor sale surori a reprezentat o provocare inginerească majoră pentru Harland and Wolff; niciun constructor naval nu mai încercase până atunci să construiască nave de această dimensiune. Navele au fost construite pe Queen's Island, cunoscută acum sub numele de Titanic Quarter⁠(d), în portul Belfast⁠(d). Harland and Wolff a trebuit să demoleze trei rampe⁠(d) existente și să construiască două noi, cele mai mari construite vreodată până în acel moment, pentru a ține ambele nave. Construcția lor a fost facilitată de un portal enorm construit de Sir William Arrol & Co.⁠(d), o firmă scoțiană responsabilă pentru construirea Podului Forth⁠(d) și a Podului Turnului din Londra. Arrol Gantry⁠(d) se ridica la 69 m înălțime, avea  82 m lățime și 260 m lungime, și cântărea peste 6.000 de tone. Acesta a găzduit o serie de macarale mobile. Din Germania a fost adusă o macara plutitoare separată, capabilă să ridice 200 de tone.
Construcția navelor Olympic și Titanic a avut loc practic în paralel, chila lui Olympic fiindașezată mai întâi pe 16 decembrie 1908 și a Titanicului pe 31 martie 1909. Construcția celor două nave a durat aproximativ 26 de luni și a urmat aproape același proces. Ele au fost proiectate în esență ca o grindă tubulară⁠(d) enormă, cu chila acționând ca o coloană vertebrală și cadrele carenei formând nervurile. La baza navelor, un fund dublu de 1,6 m adâncime susținea 300 de cadre, fiecare aflate la distanțe între 61 cm și 91 cm unul de altul și măsurând până la aproximativ 20 m lungime. Acestea se terminau la puntea de comandă (puntea B) și erau acoperite cu plăci de oțel care formau învelișul exterior al navelor. 
Cele 2.000 de plăci ale carenei erau bucăți unice de tablă⁠(d) de oțel laminată⁠(d), cele mai multe de până la 1,8 m lățime și 9,1 m lungime și cu o greutate cuprinsă între 2,5 și 3 tone. Grosimea lor varia de la 2,5 cm până la 3,8 cm. Plăcile erau așezate parțial suprapus de la chilă până la santină. Deasupra acestui punct erau așezate în modul „înăuntru și în afară”: placajul era format din benzi suprapuse de-a lungul muchiei. Metodele comerciale de sudură cu oxicombustibil și arc electric, omniprezente în fabricație⁠(d) astăzi, erau încă la început; la fel ca majoritatea celorlalte structuri din fier și oțel ale epocii, coca era ținută împreună cu peste trei milioane de nituri din fier și oțel, care cântăreau singure peste 1.200 de tone. Ele au fost montate cu mașini hidraulice sau au fost bătute cu ciocanul manual. În anii 1990, unii specialiști în materiale au concluzionat că placa de oțel folosită pentru navă risca să fie deosebit de casantă la rece și că această fragilitate a exacerbat daunele cauzate de impact și a grăbit scufundarea. Se crede că, în conformitate cu standardele vremii, calitatea plăcii de oțel era bună, nu defectuoasă, dar că era inferioară celei care ar fi fost folosită în construcțiile navale în deceniile ulterioare, datorită progreselor în metalurgia producției oțelurilor⁠(d). În ceea ce privește niturile, s-a pus un accent considerabil și pe calitatea și rezistența acestora.
Printre ultimele elemente care au fost montate pe Titanic înainte de lansarea navei au fost cele două ancore laterale și cea centrală. Realizarea ancorelor în sine a reprezentat o provocare, ancora centrală fiind cea mai mare forjată vreodată manual și cântărind aproape 16 tone. A fost nevoie de douăzeci de cai de tracțiune Clydesdale⁠(d) pentru a trage ancora centrală de la atelierul de forjare Noah Hingley & Sons Ltd⁠(d) din Netherton, lângă Dudley, Regatul Unit, până la gara Dudley, la două mile distanță. De acolo a fost transportată pe calea ferată la Fleetwood în Lancashire înainte de a fi încărcată la bordul unei nave și trimisă la Belfast.
Munca de construire a navelor a fost dificilă și periculoasă. Pentru cei 15.000 de oameni care lucrau la Harland and Wolff la acea vreme, măsurile de siguranță erau în cel mai bun caz rudimentare; O mare parte a lucrării s-a desfășurat fără echipament de protecție, cum ar fi căști sau apărători de mână pe mașini. Drept urmare, în timpul construcției Titanicului, au fost înregistrate 246 de răniri, dintre care 28 „grave”, precum brațe tăiate de mașini sau picioare zdrobite sub bucăți de oțel care cădeau. Șase persoane au murit pe navă în timp ce ea se realizau finisajele, iar alți doi au murit în atelierele și magaziile șantierului naval. Chiar înainte de lansare, un muncitor a murit când o bucată de lemn a căzut peste el.
Titanic a fost lansat la apă la ora 12:15 pm pe 31 mai 1911, în prezența Lordului Pirrie, a lui J. Pierpont Morgan, J. Bruce Ismay și a 100.000 de privitori. Douăzeci și două de tone de săpun și seu au fost răspândite pe rampă pentru a lubrifia coborârea navei în râul Lagan⁠(d). Conform politicii tradiționale a companiei White Star Line, nava nu primit oficial un nume și nu a fost botezată cu șampanie. Nava a fost remorcată către o dană de finisaj unde, pe parcursul anului următor, i-au fost instalate motoarele, pâlniile și suprastructura, și s-au realizat finisajele de interior.
Deși Titanic era practic identică cu nava principală de clasa Olympic, au fost făcute câteva modificări pentru a distinge între cele două nave. Cea mai vizibilă diferență exterioară a fost că Titanic (ca și a treia navă din acea clasă, Britannic) avea un paravan de oțel cu ferestre glisante instalate de-a lungul jumătății din față a promenadei de pe puntea A. Acesta a fost instalat ca o schimbare de ultim moment, la cererea personală a lui Bruce Ismay, și avea menirea să ofere un adăpost suplimentar pasagerilor de clasa I. S-au făcut modificări ample la puntea B de pe Titanic, deoarece spațiul de promenadă de pe această punte, care s-a dovedit nepopular pe Olympic, a fost transformat în cabine suplimentare de clasa I, inclusiv două apartamente opulente cu propriile spații de promenadă. Restaurantul À la Carte a fost și el extins și a fost adăugată Café Parisien, un element complet nou, care nu exista pe Olympic. Aceste schimbări au făcut nava Titanic să fie puțin mai grea decât sora ei și, astfel, putea revendica titlul de cea mai mare navă care plutește. Lucrările au durat mai mult decât se aștepta, din cauza modificărilor de proiectare solicitate de Ismay și a unei pauze temporare a lucrărilor prilejuite de necesitatea reparației lui Olympic, care intrase într-o coliziune în septembrie 1911. Dacă Titanicul s-ar fi terminat mai devreme, ar fi putut foarte bine să rateze coliziunea cu un aisberg.

### Testele pe mare

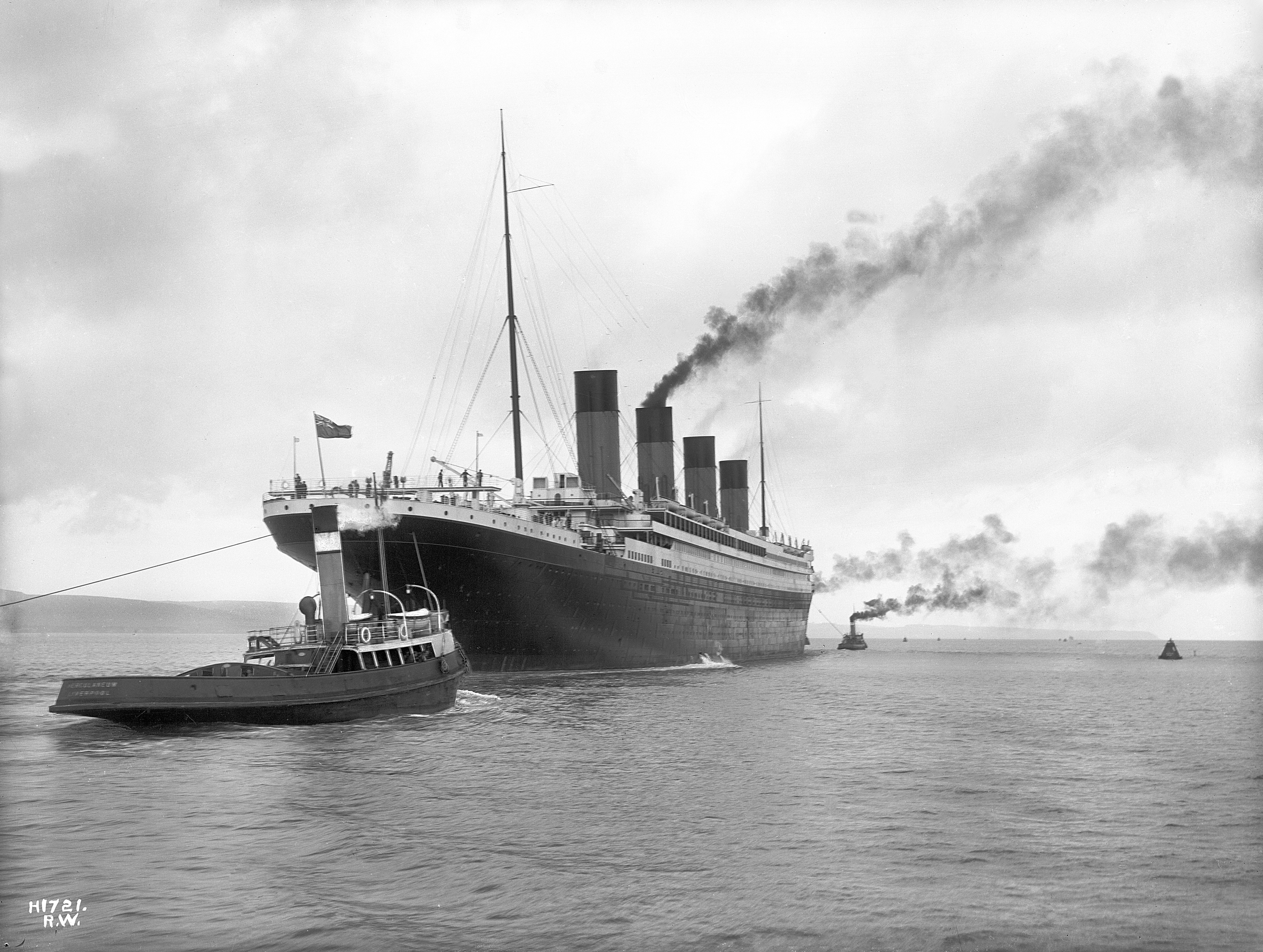
Titanic ieșind din Belfast pentru probele pe mare pe

Probele pe mare ale Titanicului au început la ora 6 am marți, 2 aprilie 1912, la doar două zile după terminarea finisajelor și cu opt zile înainte de a pleca din Southampton în călătoria ei inaugurală. Procesele au fost amânate cu o zi din cauza vremii nefavorabile, dar până luni dimineața era senin și frumos. La bord se aflau 78 de pompieri, ungători și pompieri și 41 de membri ai echipajului. Nu pare să fi fost la bord personal casnic de niciun fel. La testele pe mare ale Titanicului, au călătorit și reprezentanți ai diferitelor companii, Thomas Andrews și Edward Wilding de la Harland and Wolff și Harold A. Sanderson de la IMM. Bruce Ismay și Lord Pirrie erau prea bolnavi pentru a participa. Jack Phillips⁠(d) și Harold Bride⁠(d) au servit ca operatori radio și au efectuat reglajul fin al echipamentului Marconi. Francis Carruthers, inspector de la Board of Trade, a fost și el prezent pentru a vedea dacă totul funcționează și că nava era aptă să transporte pasageri.
Testele pe mare au constat într-o serie de teste ale caracteristicilor de manipulare, efectuate mai întâi în Belfast Lough⁠(d) și apoi în apele deschise ale Mării Irlandei. Pe parcursul a aproximativ 12 ore, Titanic a mers cu viteze diferite, i s-a testat capacitatea de viraj și a fost efectuată o „oprire de urgență” în care motoarele au fost inversate complet de la toate pe înainte până la toate pe înapoi, făcând nava să se oprească pe o distanță de 777 m în 3 minute și 15 secunde. Nava a parcurs o distanță de aproximativ 80 de mile marine (150 km), cu o viteză medie de 18 noduri (33 km/h) și atingând o viteză maximă de puțin sub 21 de noduri (39 km/h.
La întoarcerea la Belfast pe la ora 7 pm, inspectorul a semnat un „Agreement and Account of Voyages and Crew”, valabil 12 luni, prin care nava era declarată în stare de navigabilitate. O oră mai târziu, Titanic a plecat din Belfast pentru a se îndrepta către Southampton, o călătorie de aproximativ 570 de mile marine (1.060 km). După o călătorie care a durat aproximativ 28 de ore, ea a sosit în jurul miezului nopții pe 4 aprilie și a fost remorcată până la Dana 44 a portului, gata pentru sosirea pasagerilor ei și a restului echipajului său.

## Călătoria inaugurală
Atât Olympic, cât și Titanic aveau Liverpool înregistrat ca port de domiciliu. Birourile White Star Line, precum și ale lui Cunard, erau în Liverpool și, până la introducerea navei Olympic, majoritatea navelor maritime britanice atât de la Cunard, cât și de la White Star, cum ar fi Lusitania și Mauretania, porneau din Liverpool, urmate de o escală în Queenstown, Irlanda⁠(d). De la înființarea companiei în 1845, marea majoritate a operațiunilor lor se desfășurau în Liverpool. Cu toate acestea, în 1907, White Star Line a înființat un alt serviciu din Southampton, pe coasta de sud a Angliei, care a devenit cunoscut sub numele de „Serviciul Expres” White Star. Southampton avea multe avantaje față de Liverpool, primul fiind apropierea de Londra.
În plus, fiind pe coasta de sud, Southampton permitea navelor să traverseze cu ușurință Canalul Mânecii și să facă escală pe coasta de nord a Franței, de obicei la Cherbourg. Aceasta permitea navelor britanice să ridice clienți din Europa continentală înainte de a traversa înapoi canalul și de a prelua pasageri la Queenstown. Cursa Southampton-Cherbourg-New York avea să devină atât de populară încât majoritatea navelor maritime britanice au început să folosească portul după Primul Război Mondial. Din respect pentru Liverpool, navele au continuat să fie înregistrate acolo până la începutul anilor 1960. Queen Elizabeth 2⁠(d) a fost una dintre primele nave înregistrate în Southampton când a fost introdusă în serviciu de Cunard în 1969.
Călătoria inaugurală Titanicului trebuia să fie prima dintre multele traversări transatlantice între Southampton și New York, via Cherbourg și Queenstown, pe direcția vest, cu întoarcere prin Plymouth în Anglia pe direcția est. Într-adevăr, s-a păstrat întregul program de călătorii până în decembrie 1912. Când a fost stabilită ruta, patru nave au fost alocate serviciului. Pe lângă Teutonic și Majestic, pe această rută au navigat și RMS Oceanic și noua RMS Adriatic. Când Olympic a intrat în uz în iunie 1911, ea a înlocuit-o pe Teutonic, care, după ce și-a terminat ultima rulare în serviciu la sfârșitul lunii aprilie, a fost transferată în serviciul canadian al lui Dominion Line. În august următor, Adriatic a fost transferat pe principalul serviciu Liverpool-New York al lui White Star Line, iar în noiembrie, Majestic a fost retrasă din uz, în așteptarea sosirii Titanicului în lunile următoare, și a fost retrasă ca navă de rezervă.
Planurile inițiale ale companiei White Star Line pentru Olympic și Titanic pe cursa Southampton au urmat aceeași rutină ca și predecesoarele lor. Fiecare avea să circule o dată la trei săptămâni din Southampton și New York, plecând de obicei la prânz în fiecare miercuri din Southampton și în fiecare sâmbătă din New York, permițând astfel companiei White Star Line să ofere curse săptămânale în fiecare direcție. Au fost programate trenuri speciale din Londra și Paris pentru a transporta pasageri către Southampton și, respectiv, Cherbourg. Docul de apă adâncă de la Southampton, cunoscut pe atunci sub denumirea de „White Star Dock", fusese construit special pentru a găzdui noile nave din clasa Olympic și fusese deschis în 1911.

### Echipajul

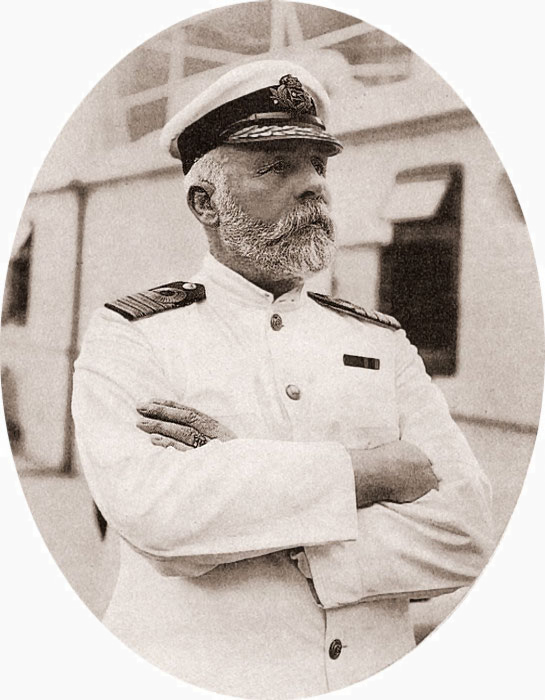
, căpitanul Titanicului, în 1911

Titanic avea aproximativ 885 de membri ai echipajului la bord pentru călătoria inaugurală. Ca și alte nave ale vremii, ea nu avea un echipaj permanent, iar marea majoritate a membrilor echipajului erau lucrători ocazionali care au venit la bordul navei cu doar câteva ore înainte de a pleca din Southampton. Procesul de selectare a echipajului a început pe 23 martie, iar unii au fost trimiși la Belfast, unde au servit ca echipaj esențial în timpul probelor pe mare ale Titanicului și pentru trecerea în Anglia la începutul lunii aprilie.
Căpitanul Edward John Smith⁠(d), cel mai în vârstă dintre căpitanii companiei White Star Line, a fost transferat de la Olympic pentru a prelua comanda Titanicului. Henry Tingle Wilde⁠(d) a venit și el de pe Olympic pentru a prelua postul de secund⁠(d). Anterior, fusese desemnat William McMaster Murdoch⁠(d) drept secund și Charles Lightoller⁠(d) drept al treilea ofițer, dar ei au fost retrogradați la rangurile de al treilea și, respectiv, al patrulea ofițer ofițer. S-a renunțat total la David Blair⁠(d), care fusese desemnat inițial ca al patrulea ofițer. Al cincilea ofițer a fost Herbert Pitman⁠(d) MBE, singurul ofițer de punte care făcea parte din Rezerva Navală Regală⁠(d). Pitman a fost penultimul ofițer supraviețuitor.
Echipajul Titanicului a fost împărțit în trei departamente principale: Punte, cu 66 de membri ai echipajului; Motor, cu 325; și Provizii, cu 494. Marea majoritate a echipajului nu erau, prin urmare, marinari, ci erau fie mecanici sau fochiști, responsabili de îngrijirea motoarelor, fie stewarzi și vâslași, responsabili cu pasagerii. Dintre aceștia, peste 97% erau bărbați; echipajul avea doar 23 de femei, în principal stewardese. Restul reprezentau o mare varietate de profesii – brutari, bucătari, măcelari, spălători de vase, stewarzi, instructori de sport, spălători, ospătari, cameriști, curățători și chiar un tipograf, care producea un ziar pentru pasageri denumit Atlantic Daily Bulletin cu ultimele știri primite de operatorii radio ai navei.
Majoritatea echipajului a fost angajat la Southampton pe 6 aprilie; în total, 699 de membri ai echipajului a provenit de acolo, și 40% erau localnici. Câțiva angajați de specialitate lucrau pe cont propriu sau erau subcontractanți. Printre aceștia se numărau cei cinci funcționari poștali, care lucrau pentru Royal Mail și Poșta Statelor Unite, personalul Restaurantului de la clasa I A La Carte și de la Café Parisien, operatorii de radio (care erau angajați de Marconi) și cei opt muzicieni, care erau angajați de o agenție și călătoreau ca pasageri la clasa a doua. Salariile echipajului variau foarte mult, de la 105 lire sterline pe lună cât primea căpitanul Smith (echivalentul a 11.100 lire sterline astăzi) la 3 lire și 10 șilingi (370 lire sterline astăzi) pe care le câștigau stewardesele. Personalul de aprovizionare cu salarii mici își putea, totuși, suplimenta substanțial câștigurile din bacșișurile primite de la pasageri.

### Pasagerii

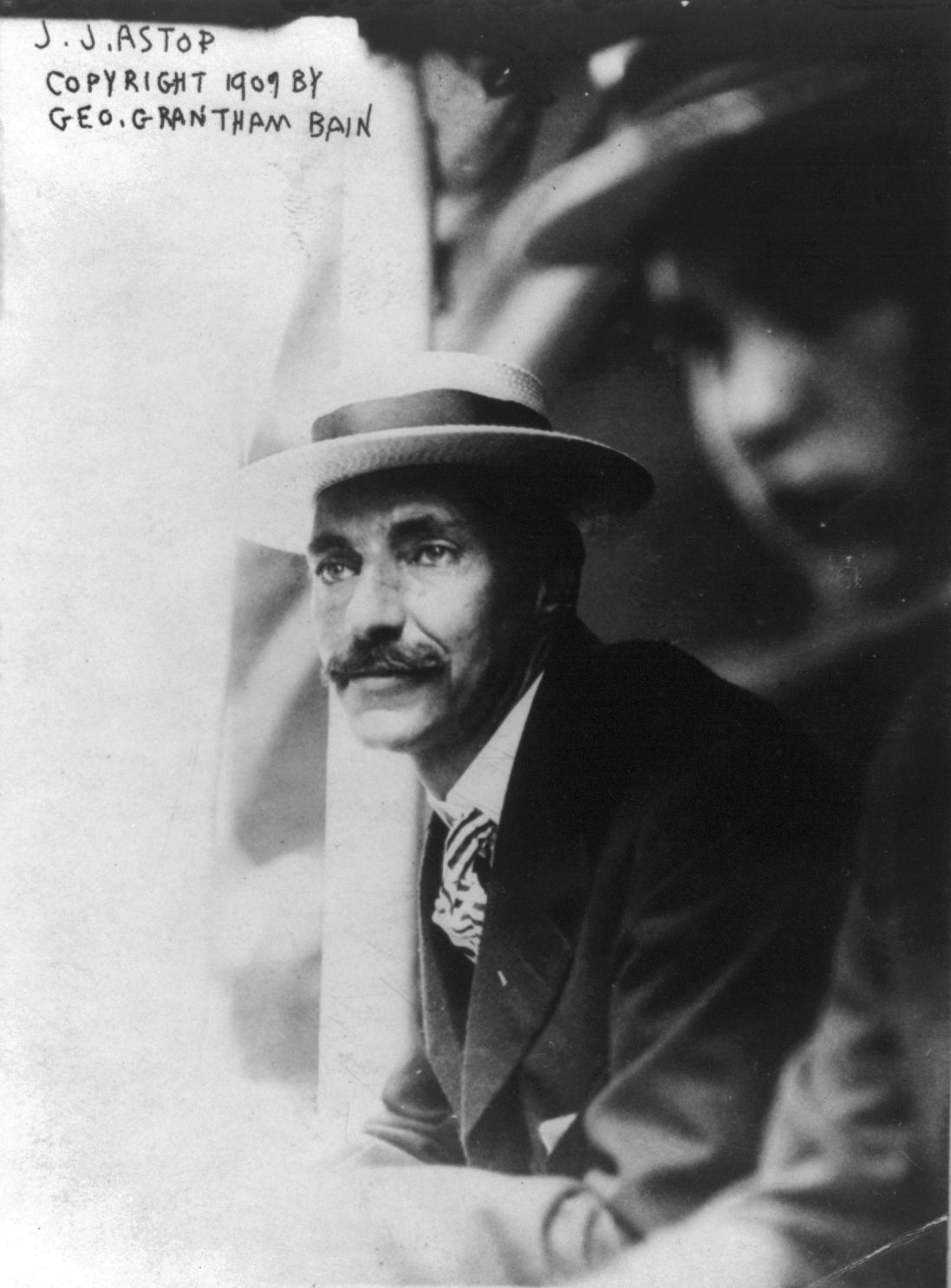
John Jacob Astor IV în 1909. Era cea mai bogată persoană de la bordul Titanicului; nu a supraviețuit.

Pasagerii Titanicului erau aproximativ 1.317 de persoane: 324 la clasa I, 284 la clasa a doua și 709 la clasa a III-a. Dintre aceștia, 869 (66%) erau bărbați și 447 (34%) femei. La bord se aflau 107 copii, dintre care cel mai mare număr erau în clasa a treia. Gradul de ocupare al navei era considerabil sub capacitate la călătoria ei inaugurală, deoarece putea găzdui 2.453 de pasageri — 833 de clasa întâi, 614 de clasa a doua și 1.006 de clasa a treia.
De obicei, era de așteptat ca o navă de mare prestigiu precum Titanic să fie complet rezervată în călătoria sa inaugurală. Cu toate acestea, o grevă națională în industria cărbunelui⁠(d) în Regatul Unit a provocat o perturbare considerabilă a programelor de transport maritim în primăvara anului 1912, ceea ce a determinat anularea multor traversări. Mulți potențiali pasageri au ales să-și amâne planurile de călătorie până la terminarea grevei. Greva se terminase cu câteva zile înainte ca Titanicul să ridice angora; cu toate acestea, era prea târziu pentru a avea un efect semnificativ. Titanic a putut pleca la data programată doar pentru că s-a transferat cărbune de la alte nave care rămâneau la Southampton, cum ar fi SS City of New York⁠(en)[traduceți] și RMS Oceanic, precum și cărbune adus înapoi de Olympic din surplusul anterioarei călătorii la New York, care fusese depozitat la White Star Dock.
Unii dintre cei mai importanți oameni ai vremii și-au rezervat un bilet la bordul Titanicului, călătorind la clasa I. Printre ei (cu cei care au pierit marcați cu un pumnal†) s-au numărat milionarul american John Jacob Astor IV † și soția sa Madeleine Force Astor⁠(d) (însărcinată cu John Jacob Astor VI⁠(d)), industriașul Benjamin Guggenheim⁠(d) †, pictorul și sculptorul Francis Davis Millet⁠(d) †, proprietarul Macy's Isidor Straus⁠(d) † și soția sa Ida⁠(d) †, milionara din Denver Margaret "Molly" Brown⁠(d), Sir Cosmo Duff Gordon și soția sa, couturiera Lucy (Lady Duff-Gordon)⁠(d), lt. col. Arthur Peuchen⁠(d), scriitorul și istoricul Archibald Gracie⁠(d), jucătorul de cricket și omul de afaceri John B. Thayer⁠(d) † cu soția sa Marian⁠(d) și fiul ei Jack⁠(d), George Dunton Widener⁠(d) † cu soția sa Eleanor⁠(d) și fiul său Harry⁠(d) †, Noël Leslie, contesă de Rothes⁠(d), domnul† și doamna Charles M. Hays, domnul și doamna Henry S. Harper⁠(d), domnul† și dna. Walter D. Douglas⁠(d), domnul† și dna. George D. Wick⁠(d), domnul† și dna.⁠(d) Henry B. Harris⁠(d), domnul† și dna. Arthur L. Ryerson⁠(d), domnul† și doamna † Hudson JC Allison, domnul și doamna Dickinson Bishop⁠(d), renumitul arhitect Edward Austin Kent⁠(d) †, moștenitorul unei companii de bere Harry Molson⁠(d) †, jucătorii de tenis Karl Behr⁠(d) și Dick Williams, autoarea și socialita Helen Churchill Candee⁠(d), viitoarea avocată și sufragetă Elsie Bowerman⁠(d) și mama ei Edith, jurnalistul și reformatorul social William Thomas Stead⁠(d) †, jurnalista și cumpărătoarea de modă Edith Rosenbaum⁠(d), socialita din Philadelphia și New York Edith Corse Evans†, bogata divorțată Charlotte Drake Cardeza, sculptorul francez Paul Chevré⁠(fr)[traduceți], autorul Jacques Futrelle⁠(d) † cu soția sa May, actrița de film mut Dorothy Gibson⁠(d) cu mama ei Pauline, președintele Swiss Bankverein⁠(d) col. Alfons Simonius-Blumer, fiica lui James A. Hughes⁠(d), Eloise⁠(d), bancherul Robert Williams Daniel⁠(d), președintele Holland America Line⁠(d) Johan Reuchlin⁠(de)[traduceți], fiul lui Arthur Wellington Ross⁠(d), John H. Ross, nepotul lui Washington Roebling⁠(d), Washington A. Roebling II, fiica lui Andrew Saks⁠(d), Leila Saks Meyer, cu soțul ei Edgar Joseph Meyer† (fiul lui Marc Eugene Meyer⁠(d)), nepotul lui William A. Clark, Walter M. Clark, cu soția sa Virginia, stră-strănepotul producătorului de săpun Andrew Pears⁠(d) Thomas C. Pears cu soția, nepotul lui John S. Pillsbury⁠(d), John P. Snyder și soția Nelle (aflați în luna de miere), unchiul lui Dorothy Parker⁠(d), industriașul din New York, Martin Rothschild, împreună cu soția sa, Elizabeth, printre alții.
Proprietarul Titanicului, JP Morgan, urma să meargă în călătoria inaugurală, dar și-a anulat în ultimul moment planurile. De asemenea, la bordul navei se aflau directorul general al companiei White Star Line, J. Bruce Ismay,⁠(d) și proiectantul Titanicului Thomas Andrews †, care se afla la bord pentru a observa orice probleme și a evalua performanța generală a noii nave.
Numărul exact de persoane aflate la bord nu este cunoscut, deoarece nu toți cei care rezervaseră bilete au ajuns la navă; aproximativ 50 de persoane au anulat din diverse motive și nu toți cei care s-au îmbarcat au rămas la bord pe toată durata călătoriei. Tarifele variau în funcție de clasă și sezon. Tarifele pentru clasa a treia din Londra, Southampton sau Queenstown costau 7 lire și 5 șilingi (echivalentul a 800 lire în prezent), în timp ce cele mai ieftine tarife din clasa întâi costau 23 de lire (2400 de lire astăzi).  Cele mai scumpe apartamente de clasa I ar fi costat până la 870 de lire la vârful sezonului (92.000 de lire astăzi).

### Colectarea pasagerilor
Călătoria inaugurală a Titanicului a început miercuri, 10 aprilie 1912. După îmbarcarea echipajului, pasagerii au început să sosească la ora 9:30 am, când a sosit trenul companiei London and South Western Railway⁠(d) de la gara London Waterloo⁠(d) în gara Southampton Terminus⁠(d) de lângă chei, lângă dana Titanicului. Numărul mare de pasageri de clasa a treia a făcut ca ei să fie primii la îmbarcare, după ei venind pasagerii de clasa întâi și a doua, cu până la o oră înainte de plecare. Stewarzii le-au arătat cabinele lor, iar pasagerii din clasa I au fost întâmpinați personal de căpitanul Smith. Pasagerii de la clasa a treia au fost inspectați pentru afecțiuni și deficiențe fizice care ar fi putut duce la refuzul intrării lor în Statele Unite — o perspectivă pe care White Star Line dorea să o evite, deoarece ar fi fost obligată să transporte înapoi peste Atlantic pe oricine care nu trecea testul. În total, 920 de pasageri s-au îmbarcat pe Titanic la Southampton – 179 la clasa întâi, 247 la clasa a doua și 494 la clasa a treia. Pasagerii suplimentari urmau să fie preluați de la Cherbourg și Queenstown⁠(d).

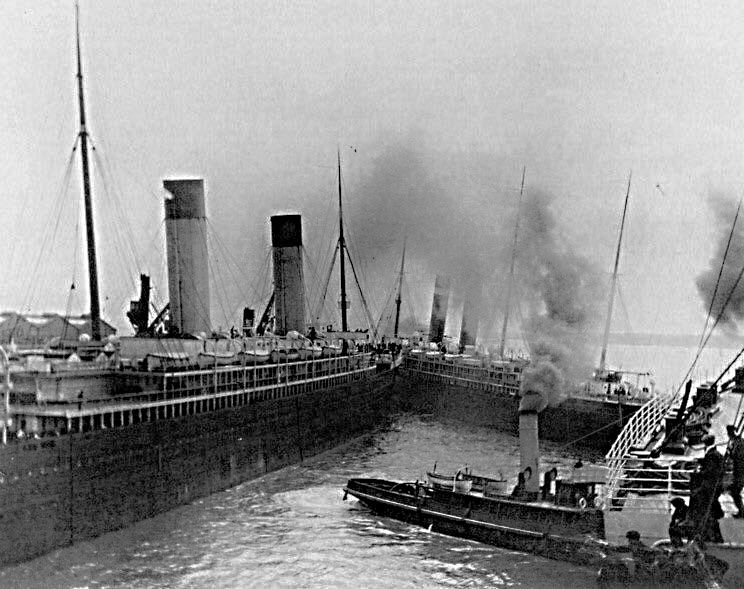
S.S. New York eliberându-se din naufragiu la Southampton. RMS Oceanic este în stânga ei.

Călătoria inaugurală a început la prânz, conform programului. S-a evitat un accident doar câteva minute mai târziu, când Titanic a trecut pe lângă navele acostate SS City of New York⁠(en)[traduceți] al companiei American Line⁠(d) și Oceanic al companiei White Star Line, dintre care acesta din urmă ar fi fost partenerul ei de navigație pe linia de la Southampton. Deplasamentul lui uriaș a făcut ca ambele nave mai mici să fie ridicate de un val de apă și apoi să cadă în urma acestuia. Cablurile de ancorare ale lui New York nu au putut suporta tensiunea bruscă și s-au rupt, legănându-o cu pupa înainte, spre Titanic. Un remorcher din apropiere, Vulcan, a venit în ajutor, tractându-l pe New York, iar căpitanul Smith a ordonat ca motoarele Titanicului să fie puse pe „complet înapoi”. Cele două nave au evitat coliziunea la o distanță de aproximativ 1,2 m. Incidentul a întârziat plecarea Titanicului cu aproximativ o oră, timp în care New York, aflat în derivă, a fost repus sub control.
După ce a trecut în siguranță prin complexele mareele și canale din Southampton Water⁠(d) și Solent⁠(d), Titanic a debarcat pilotul⁠(d) din Southampton la Nab Lightship⁠(d) și s-a îndreptat spre Canalul Mânecii. S-a îndreptat apoi spre portul francez Cherbourg, o călătorie de 77 mile marine (143 km). Vremea era vântoasă, foarte frumoasă, dar rece și înnorată. Deoarece portul Cherbourg nu avea instrumente de andocare pentru o navă de dimensiunea Titanicului, a trebuit să fie folosite bărcile de asistență⁠(d) au trebuit să fie folosite pentru a transfera pasagerii de la țărm la navă. White Star Line opera două astfel de ambarcațiuni la Cherbourg, SS Traffic⁠(en)[traduceți] si SS Nomadic⁠(en)[traduceți]. Ambele erau concepute special ca nave de asistentă pentru navele din clasa Olympic și au fost lansate la scurt timp după Titanic. (Nomadic este astăzi singura navă White Star Line care mai funcționează.) Titanic a ajuns la Cherbourg la patru ore după ce a plecat din Southampton, și a fost întâmpinată de navele de asistență. Acolo a preluat la bord alți 274 de pasageri — 142 de clasa I, 30 de clasa a doua și 102 de clasa a treia. Douăzeci și patru de pasageri au plecat la bordul navelor de asistență pentru a fi transportați la țărm, întrucât își rezervaseră doar bilet pentru traversarea Canalului. Procesul a fost finalizat în doar 90 de minute, și la ora 8 pm, Titanic a ridicat ancora⁠(d) și a plecat spre Queenstown, vremea fiind în continuare rece și vântoasă.

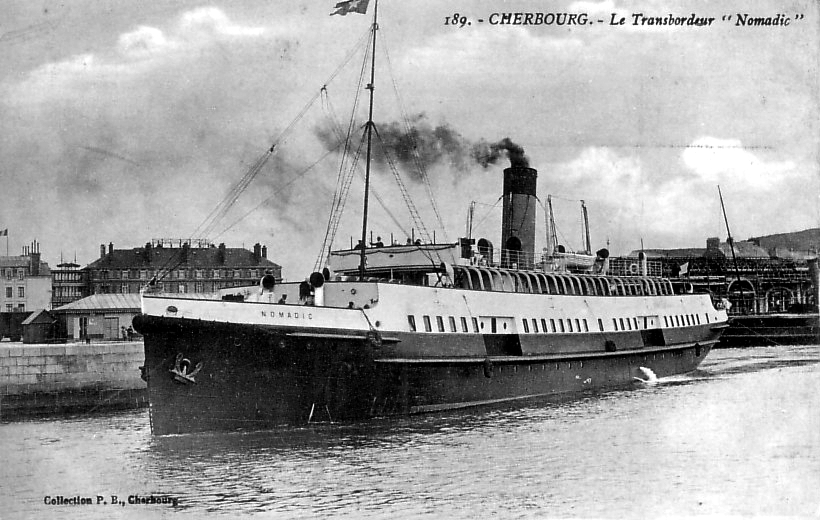
Tenderul „Nomadic”

La 11:30 am, joi, 11 aprilie, Titanic a sosit în portul Cork⁠(d), pe coasta de sud a Irlandei. A fost o zi parțial înnorată, dar relativ caldă, cu vânt puternic. Nici aici docurile nu erau potrivite pentru o navă de dimensiunea Titanicului, și s-au folosit nave de asistență pentru a aduce pasagerii la bord. În total, 123 de pasageri s-au îmbarcat pe Titanic la Queenstown — trei la clasa I, șapte la clasa a doua și 113 la clasa a treia. În plus față de cei 24 de pasageri care debarcaseră la Cherbourg, alți șapte pasageri aveau rezervată călătoria peste noapte de la Southampton la Queenstown. Printre cei șapte s-a numărat părintele Francis Browne⁠(d), un iezuit în pregătire care era pasionat de fotografie și a făcut multe fotografii la bordul Titanicului, inclusiv ultima fotografie cunoscută a navei. O plecare neoficială de la bord a fost cea a unui membru al echipajului, fochistul John Coffey, originar din Queenstown, care s-a furișat de pe navă ascunzându-se sub sacii de poștă, și a fost transportat la țărm. Titanic a ridicat ancora pentru ultima dată la 1:30 pm și a plecat în călătoria ei spre vest, peste Atlantic.

### Traversarea Atlanticului

Itinerariul Titanicului în Atlanticul de Nord, de la Fastnet Light (Irlanda) la Ambrose Light (New York)

Avertismentele de gheață dinaintea accidentului din

Titanic urma să sosească la Pier 59⁠(d) din New York în dimineața zilei de 17 aprilie. După plecarea din Queenstown, Titanic a urmat coasta irlandeză până la Fastnet Rock⁠(d), pe o distanță de aproximativ 55 de mile marine (102 km). De acolo a parcurs 1620 de mile marine (3.000 km) de-a lungul unei rute geodezice peste Atlanticul de Nord pentru a ajunge într-un loc din ocean cunoscut sub numele de „colțul”, aflat la sud-est de Newfoundland, unde vapoarele ce se îndreptau spre vest efectuau o schimbare de curs. Titanic a navigat la doar câteva ore după colț pe o loxodromă⁠(d) cale de 1023 de mile marine (1.895 km) până la farurile plutitoare Nantucket Shoals⁠(d) unde a intrat în contact fatal cu un aisberg. Ultima etapă a călătoriei ar fi avut 193 de mile marine (357 km) până la Ambrose Light⁠(d) și în final la portul New York⁠(d).
Din 11 aprilie până la amiaza locală aparentă de a doua zi, Titanic a parcurs 484 de mile marine (896 km); a doua zi, 519 mile marine (961 km); și până la prânz în ultima zi a călătoriei sale, 546 de mile marine (1.011 km). De atunci și până în momentul scufundării, nava a mai parcurs încă 258 de mile marine (478 km), cu o medie de aproximativ 21 de noduri (39 km/h).
Vremea s-a limpezit după ce s-a îndepărtat de Irlanda aflată sub plafon de nori, cu vânt advers. Temperaturile au rămas destul de blânde sâmbătă, 13 aprilie, dar a doua zi Titanic a traversat un front rece, cu vânturi puternice și valuri de până la 2,4 m. Acestea s-au stins spre sfârșitul zilei, și în seara de duminică, 14 aprilie, vremea a devenit senină, liniștită și foarte rece.
Primele trei zile ale călătoriei din Queenstown trecuseră fără incidente aparente. Izbucnise un incendiu într-unul din depozitele de cărbune⁠(d) ale Titanicului cu aproximativ 10 zile înainte de plecarea navei, și a continuat să ardă timp de câteva zile pe parcursul călătoriei, dar pasagerii nu erau informați de această situație. Aveau loc frecvent incendii la bordul navelor cu aburi la acea vreme, din cauza aprinderii spontane a cărbunelui. Incendiile trebuiau stinse cu furtunuri de incendiu, mutând cărbunele de deasupra într-un alt depozit și îndepărtând cărbunele aprins și introducându-l în furnale. În cele din urmă, incendiul a fost stins pe 14 aprilie. Au existat unele speculații și discuții pe întrebarea dacă acest incendiu și tentativele de a-l stinge ar fi putut face nava mai vulnerabilă la soarta sa.
Titanic a primit o serie de avertismente privind ghețuri în derivă din partea altor nave, în zona Grand Banks of Newfoundland⁠(d), dar căpitanul Edward Smith le-a ignorat. Una dintre navele care a avertizat Titanicul a fost Mesaba⁠(en)[traduceți] de la Atlantic Line. Nava a continuat să înainteze cu viteză maximă, ceea ce era o practică standard la acea vreme. Deși nava nu încerca să stabilească un record de viteză, cronometrarea era o prioritate, iar în conformitate cu practicile maritime predominante, navele erau adesea operate la viteză aproape maximă, avertismentele de gheață fiind văzute ca informări cu statut consultativ și dependente de observator, prioritate având monitorii și observațiile de pe punte. Se credea în general că gheața nu prezintă un pericol important pentru navele mari. Trecerile pe aproape de ghețuri nu erau neobișnuite și nici măcar coliziunile frontale nu fuseseră în general soldate cu dezastre. În 1907, SS Kronprinz Wilhelm⁠(en)[traduceți], un transatlantic german, se izbise de un aisberg, dar reușise totuși să-și încheie călătoria, iar căpitanul Smith însuși declarase în 1907 că „nu-mi pot imagina nicio condiție care să determine naufragiul unei nave [moderne]. Știința construcțiilor navale modernă a depășit acest pericol.”

### Scufundarea
La 11:40 pm (ora nautică⁠(d)) pe 14 aprilie, observatorul Frederick Fleet⁠(d) a observat un aisberg imediat în fața Titanicului și a alertat puntea. Primul ofițer⁠(d) William Murdoch⁠(d) a ordonat ca nava să cârmească pentru a ocoli obstacolul și ca motoarele să fie inversate, dar era prea târziu; tribordul Titanicului a lovit icebergul, iar coliziunea s-a soldat cu o serie de găuri sub linia de plutire. Carena nu a fost perforată de iceberg, ci doar îndoită, astfel încât niturile carenei s-au deformat și s-au separat, permițând apei să intre. Cinci dintre compartimentele etanșe ale navei au fost penetrate. Curând a devenit clar că nava era condamnată, deoarece nu se putea menține pe linia de plutire cu mai mult de patru compartimente inundate. Titanic a început să se scufunde mai întâi cu prova, apa revărsându-se apoi din compartiment în compartiment, pe măsură ce înclinația ei față de suprafața apei devenea mai abruptă.

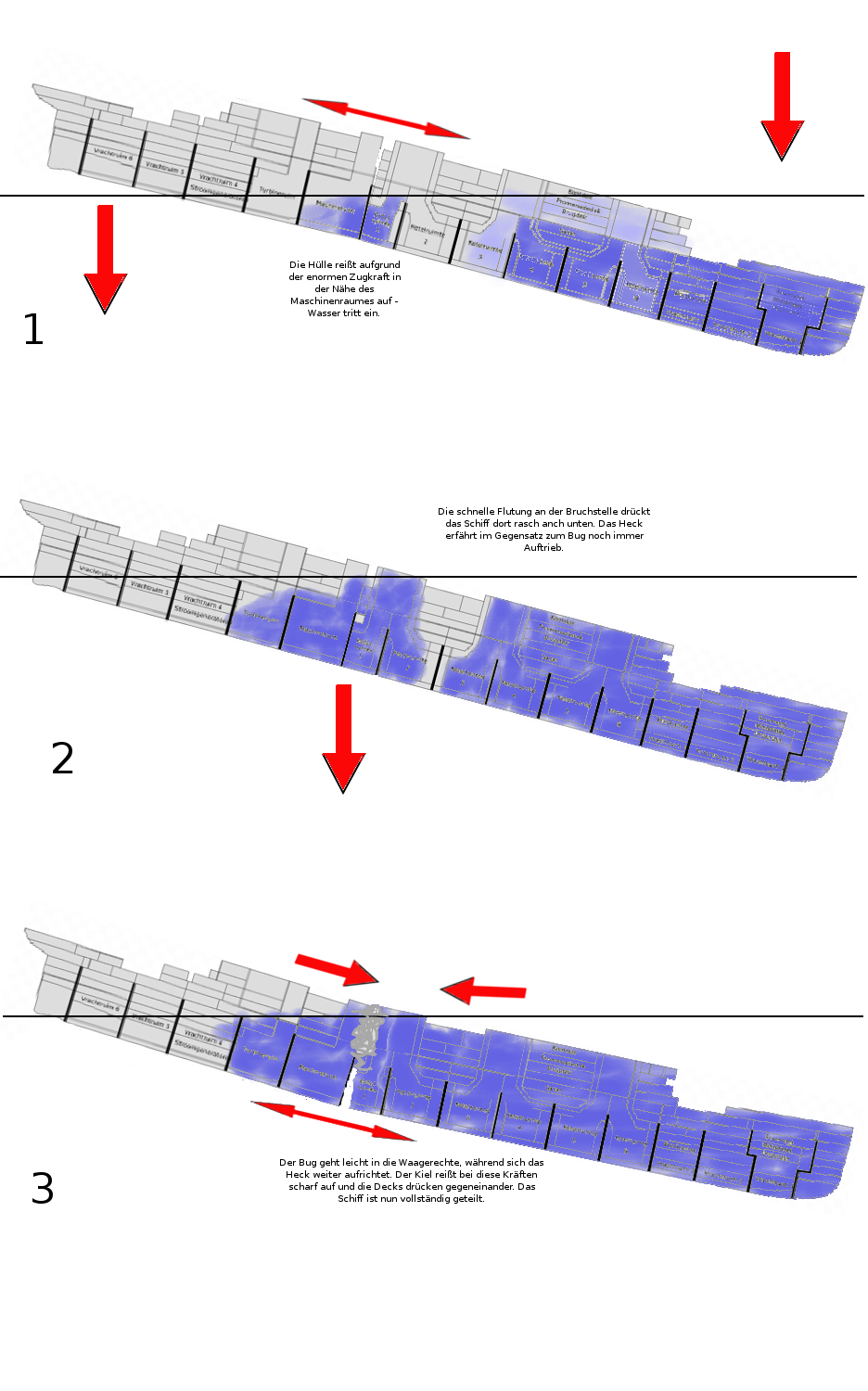
Diagrame care explică dezmembrarea Titanicului.

Cei de la bordul Titanicului erau prost pregătiți pentru o astfel de urgență. În conformitate cu practicile acceptate ale vremii, deoarece navele erau considerate în mare parte nescufundabile, bărcile de salvare aveau doar scopul de a transfera pasagerii către altă navă de salvare din apropiere, ca urmare Titanic avea doar suficiente bărci de salvare pentru a ține aproximativ jumătate din persoanele de la bord; dacă nava ar fi fost ocupată complet, cu aproximativ 3.339 de pasageri și membri ai echipajului, cât era capacitatea ei, ar fi putut sta în bărcile de salvare doar aproximativ o treime. Echipajul nu fusese instruit în mod adecvat pentru a efectua o evacuare. Ofițerii nu știau câți oameni puteau ține în siguranță la bordul bărcilor de salvare și multe dintre ele au fost lăsate la apă cu doar jumătate din locuri ocupate. Pasagerii de clasa a treia au fost lăsați în mare măsură să se descurce singuri, ceea ce a făcut ca mulți dintre ei să rămână prinși sub punți în timp ce nava se umplea cu apă. Protocolul „întâi femeile și copiii⁠(d)” a fost respectat în general la încărcarea bărcilor de salvare, iar majoritatea bărbaților care erau pasageri și membri ai echipajului au fost lăsați la bord. În 2022, Claes-Gõran Wetterholm, autor și expert în Titanic, a susținut că „nu este adevărat” că femeile și copiii au supraviețuit datorită galanteriei bărbaților; dintre ultimii supraviețuitori care au scăpat cu ultimele bărci de salvare care părăseau partea tribord a navei, a spus el, majoritatea erau bărbați. Cu toate acestea, femeile și copiii au supraviețuit la rate de aproximativ 75%, respectiv 50%, în timp ce doar 20% dintre bărbați au supraviețuit.
Între 2:10 și 2:15 am, la puțin peste două ore și jumătate după ce Titanicul a lovit icebergul, viteza de scufundare a crescut brusc, pe măsură ce puntea navei se scufunda sub apă, iar apa mării se revărsa prin chepenguri și grilaje deschise. Pe măsură ce pupa nesprijinită se înălța din apă, expunând elicele, nava s-a rupt în două bucăți principale între coșul al doilea și al treilea, din cauza forțelor imense de pe chilă. Cu prova sub apă și cu aerul prins în pupă, pupa a continuat să plutească încă câteva minute, ridicându-se la un unghi aproape vertical, cu sute de oameni încă agățați de ea, înainte de a se prăbuși la 2:20. am. S-a crezut multă vreme că nava se scufundase într-o singură bucată; dar descoperirea epavei⁠(d) mulți ani mai târziu a scos la iveală faptul că nava se rupsese complet în două. Toți pasagerii și echipajul care mai rămăseseră au căzut în apa rece, cu o temperatură de −2 °C, care poate cauza moartea. Imersarea bruscă în apă înghețată provoacă de obicei moartea în câteva minute, fie din cauza stopului cardiac, a inhalării necontrolabile a apei, fie de pierderea capacității de mișcare (nu, așa cum se crede în mod obișnuit, din cauza hipotermiei), și aproape toți cei aflați în apă au murit de stop cardiac sau alte reacții corporale la apa înghețată, în decurs de 15–30 de minute. Doar cinci dintre ei au fost ajutați să urce în bărcile de salvare, deși bărcile de salvare aveau loc pentru încă aproape 500 de persoane.
Cererile de ajutor au fost trimise prin radio, semnalizate cu rachete și lămpi, dar niciuna dintre navele care au răspuns nu era suficient de aproape pentru a ajunge la Titanic înainte ca acesta să se scufunde. Un operator radio de la bordul navei SS Birma⁠(en)[traduceți], de exemplu, a estimat că nava sa ar putea ajunge la fața locului la orele 6 am. Între timp, SS Californian, ultima navă cu care Titanicul înainte de coliziune, a văzut rachetele de semnalizare ale Titanicului, dar nu a venit în ajutor. Pe la 4 am, RMS Carpathia a sosit la fața locului ca răspuns la apelurile anterioare ale Titanicului.
706 de persoane au supraviețuit dezastrului și au fost transportate de Carpathia la New York, destinația inițială a Titanicului, și 1.517 de persoane au murit. Căpitanul navei Carpathia a descris locul ca pe un câmp de gheață care cuprindea 20 de berguri mari de până la 60 m și multe altele mai mici, precum și slouri de gheață și resturi ale Titanicului; pasagerii au povestit că se aflau în mijlocul unei vaste câmpii albe de gheață, împânzită cu iceberguri. Această zonă este acum cunoscută sub numele de Aleea Icebergurilor⁠(d).

## Urmările scufundării

### Urmările imediate
RMS Carpathia a ajuns la New York la trei zile după ce a plecat de la locul dezastrului. Călătoria ei a fost încetinită de ghețuri, ceață, furtuni și marea agitată. A reușit însă să transmită vești restului lumii prin radio. Primele relatări erau derutante, și au făcut presa americană să relateze eronat la 15 aprilie că Titanic era tractată spre port de SS Virginian⁠(en)[traduceți].
În aceeași zi, a venit și confirmarea că Titanic era pierdută și că majoritatea pasagerilor și echipajului muriseră. Vestea a atras mulțimi de oameni la birourile companiei White Star Line din Londra, New York, Montreal, Southampton, Liverpool și Belfast. Vestea a lovit cel mai tare Southamptonul, oraș a cărui populație a suferit cele mai mari pierderi în urma scufundării; patru cincimi din membrii echipajului proveneau din acel oraș.
Carpathia a fost reaprovizionată în grabă cu alimente și provizii înainte de a-și relua călătoria către Fiume, Austro-Ungaria. Echipajul ei a primit de la Cunard ca bonus un salariu pe o lună ca răsplată pentru acțiunile lor, iar unii dintre pasagerii Titanicului s-au alăturat pentru a le oferi un fond suplimentar de aproape 900 de lire sterline (echivalentul a 95.000 de lire sterline astăzi), care a fost împărțit între membrii echipajului.
Sosirea navei la New York a dus la o frenezie a interesului presei, ziarele concurând pentru a fi primele care relatează poveștile supraviețuitorilor. Unii reporteri au plătit mită pentru a urca la bordul navei-pilot⁠(d) New York, care a condus Carpathia în port, iar unul chiar a reușit să ajungă pe Carpathia înainte de a acosta. Mulțimile s-au adunat în afara birourilor ziarelor pentru a vedea cele mai recente rapoarte afișate pe ferestre sau pe panouri publicitare. A fost nevoie de încă patru zile să se întocmească și să se publice o listă completă a victimelor, ceea ce a adăugat la agonia rudelor care așteptau vești despre cei care se aflau la bordul Titanicului.

### Asigurări, ajutor pentru supraviețuitori și procese
În ianuarie 1912, carenele și echipamentele de pe Titanic și Olympic fuseseră asigurate prin Lloyd's of London⁠(d) și London Marine Insurance. Valoarea totală a poliței navei era de 1.000.000 de lire sterline (102.000.000 de lire sterline astăzi). Polița avea o franșiză de 150.000 de lire sterline, ceea ce înseamnă că asigurătorii urmau să plătească doar pentru daunele care depășesc această sumă. Prima, negociată de brokerii Willis Faber & Company (astăzi Willis Group⁠(d)), fusese de 15 șilingi (75 pence) la 100 de lire sau 7.500 de lire (790.000 de lire astăzi) pe an. Lloyd's a plătit companiei White Star Line întreaga sumă datorată în 30 de zile.
S-au înființat multe organizații de caritate pentru a ajuta supraviețuitorii și familiile lor, dintre care mulți și-au pierdut singurul salariat⁠(d) sau, în cazul multor supraviețuitori de la clasa a treia, toată agoniseala. În New York City, de exemplu, s-a format un comitet mixt al Crucii Roșii Americane⁠(d) și al Societății Organizațiilor de Caritate⁠(d) pentru a acorda ajutor financiar supraviețuitorilor și persoanelor aflate în întreținerea celor care au murit. Pe 29 aprilie, vedetele de operă Enrico Caruso și Mary Garden⁠(d) și membrii Operei Metropolitane au strâns 12.000 de dolari (echivalentu cu 300.000 de dolari în 2014) în beneficii pentru victimele dezastrului, susținând concerte speciale în care s-au cântat versiuni ale cântecelor „Autumn” și „Nearer My God To Thee” au făcut parte din program. În Regatul Unit, s-au organizat fonduri de ajutor pentru familiile membrilor pierduți ai echipajului Titanic, strângând aproape 450.000 lire sterline (echivalent cu 47.000.000 de lire sterline astăzi). Un astfel de fond era încă în funcțiune și în anii 1960.
În Statele Unite și Regatul Unit, peste 60 de supraviețuitori s-au adunat pentru a da în judecată White Star Line pentru daune legate de pierderea de vieți omenești și de bagaje. S-au revendicat 16.804.112 de dolari (aproximativ 419 milioane de dolari în 2018), ceea ce depășea cu mult răspunderea totală ca societate cu răspundere limitată a lui White Star conform legislației americane. Deoarece cea mai mare parte a justițiabililor se aflau în Statele Unite, White Star a depus o petiție la Curtea Supremă a Statelor Unite în 1914, care a hotărât, în favoarea acesteia, că compania se califică drept SRL și a constatat că cauzele scufundării navei erau în mare parte imprevizibile, și nu se datorau neglijenței. Aceasta a limitat drastic domeniul de aplicare al daunelor la care supraviețuitorii și membrii familiei aveau dreptul, determinându-i să-și reducă pretențiile la aproximativ 2,5 milioane de dolari. White Star a acceptat să plătească 664.000 de dolari (aproximativ 16,56 milioane de dolari în 2018), aproximativ 27% din totalul inițial cerut de supraviețuitori. Acordul a fost semnat de 44 dintre reclamanți în decembrie 1915, cu 500.000 de dolari rezervați pentru reclamanții americani, 50.000 de dolari pentru cei britanici și 114.000 de dolari pentru dobânzi și cheltuieli legale.

### Anchetarea dezastrului

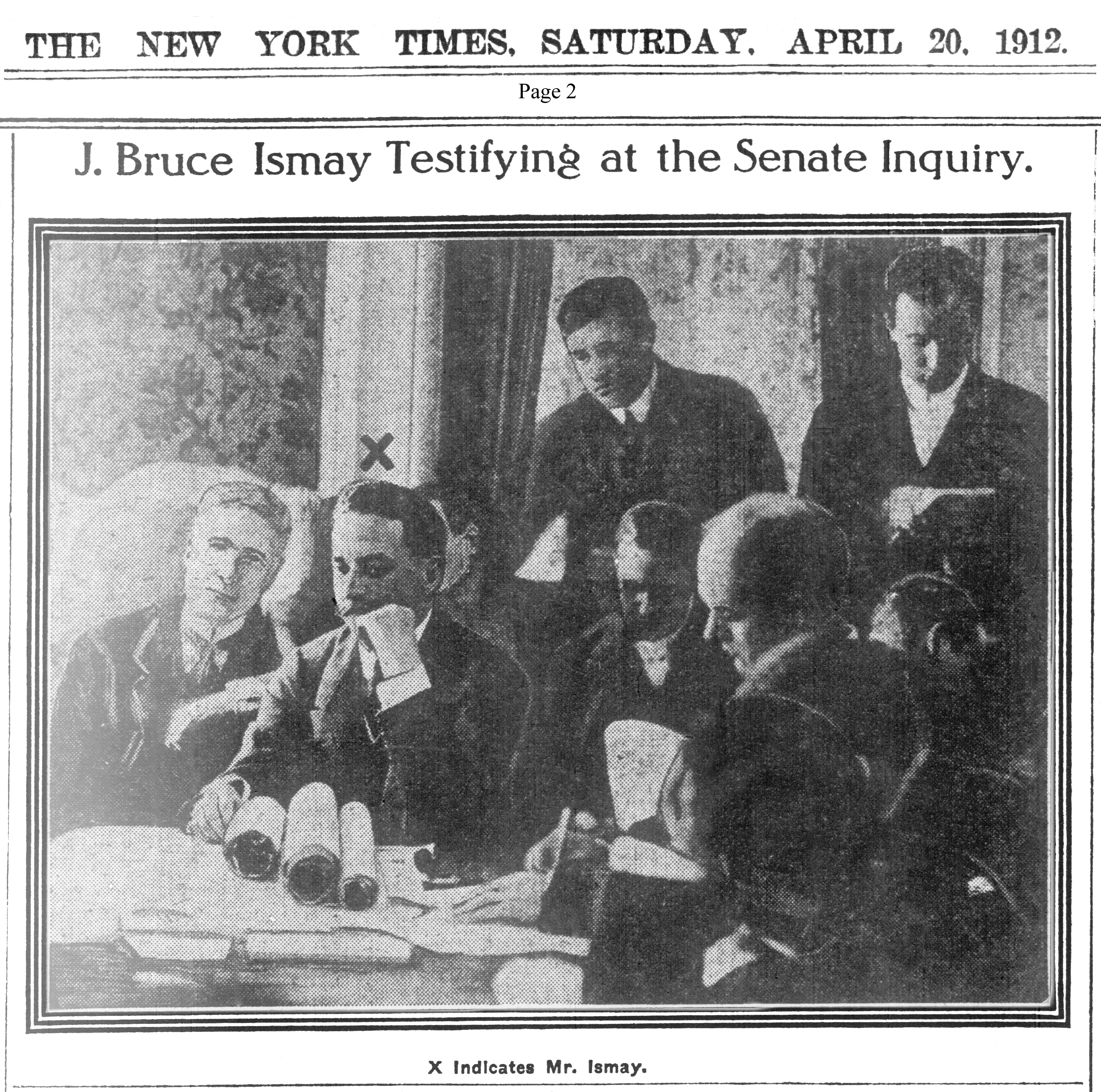
Anchetă a Senatului: La cinci zile de la scufundare, The New York Times a publicat mai multe rubrici referitoare la comportamentul lui Ismay, despre care „au fost atât de multe comentarii”. Editorialele au inclus declarația avocatului Karl H. Behr care indică că Ismay a ajutat la supravegherea încărcării pasagerilor în bărcile de salvare și a lui care afirmă că el și Ismay s-au urcat pe o barcă de salvare numai după ce nu mai erau femei.

Chiar înainte ca supraviețuitorii să sosească la New York, se pregăteau anchete care să descopere ce s-a întâmplat și ce s-ar putea face pentru a evita repetarea dezastrului. S-au desfășurat anchete atât în Statele Unite, cât și în Regatul Unit, prima mai critică la adresa tradițiilor și practicilor, și dură cu eșecurile implicate, iar cea de-a doua, în general, mai tehnică și orientată către experți.
Ancheta Senatului SUA cu privire la dezastru⁠(d) a fost inițiată pe 19 aprilie, la o zi după sosirea navei Carpathia la New York. Președintele comisiei, senatorul William Alden Smith⁠(d), a vrut să adune relatări de la pasageri și echipaj, în timp ce evenimentele erau încă proaspete în mintea lor. De asemenea, Smith a avut nevoie să citeze prin subpoena toți pasagerii și echipajul britanic supraviețuitor în timp ce se aflau încă pe teritoriul american, fapt care îi împiedica să se întoarcă în Regatul Unit înainte ca ancheta americană să fie finalizată pe 25 mai. Presa britanică l-a condamnat pe Smith drept oportunist, care a forțat cu insensibilitate o anchetă ca mijloc de a dobândi prestigiu politic și de a profita de „momentul său de a se ridica pe scena mondială”. Smith avea însă deja o reputație de militant pentru siguranță pe căile ferate din SUA și dorea să investigheze orice malpraxis posibil al magnatului feroviar JP Morgan, proprietarul în esență al Titanicului.
Ancheta British Board of Trade cu privire la dezastru⁠(d) a fost condusă de Lord Mersey⁠(d) și s-a desfășurat între 2 mai și 3 iulie. Ea a fost efectuată sub egida Boardului de Comerț, care aprobase anterior nava, și ca urmare a fost văzută ca având puțin interes ca propria conduită sau cea a companiei White Star să fie găsită neglijentă.
Ambele anchete au ascultat mărturii atât din partea pasagerilor, cât și a echipajului Titanicului, a membrilor echipajului navei Californian de la compania Leyland Line, a căpitanului Arthur Rostron⁠(d) al navei Carpathia și din partea altor experți. Ancheta britanică a ascultat și mult mai multe mărturii ale unor experți, și a fost cea mai îndelungată și mai detaliată anchetă din istoria Marii Britanii de până atunci. Cele două anchete au ajuns la concluzii în general similare: reglementările cu privire la numărul de bărci de salvare pe care navele erau obligate să le transporte erau învechite și inadecvate, căpitanul Smith nu ținuse seama în mod corespunzător de avertismentele de gheață, bărcile de salvare nu fuseseră umplute și nu aveau echipajul corespunzător, iar coliziunea a fost rezultatul direct al pătrunderii cu o viteză prea mare într-o zonă periculoasă.
Concluziile niciuneia din cele două anchete nu au enumerat ca factor neglijența IMM sau a lui White Star Line. Ancheta americană a concluzionat că, deoarece cei implicați au urmat practicile standard, dezastrul a fost un act al lui Dumnezeu⁠(d). Ancheta britanică a concluzionat că Smith a urmat o mai veche practică, care până atunci nu se dovedise a fi nesigură, menționând că numai navele britanice transportaseră 3,5 milioane de pasageri în deceniul precedent cu pierderea a doar 10 vieți și a concluzionat că Smith făcuse „doar ceea ce alți oameni pricepuți ar fi făcut în aceeași poziție”. Cu toate acestea, Lord Mersey a găsit defecte în „viteza extrem de mare (douăzeci și două de noduri) care a fost menținută” în urma numeroaselor avertismente de gheață, observând că, fără a privi în retrospectivă, „ceea ce a fost o greșeală în cazul Titanicului va fi fără îndoială neglijență în orice caz similar din viitor”.
Printre recomandări s-au numărat sugestii ferme pentru modificări majore ale reglementărilor maritime care să impună implementarea unor noi măsuri de siguranță, cum ar fi asigurarea că au fost furnizate mai multe bărci de salvare, că se efectuează corespunzător exerciții cu bărcile de salvare și că echipamentele de comunicație radio de pe navele de pasageri sunt urmărite non-stop. A fost înființată o Patrulă Internațională a Gheții⁠(d) care să monitorizeze prezența icebergurilor în Atlanticul de Nord, iar reglementările de siguranță maritimă au fost armonizate la nivel internațional prin Convenția Internațională pentru Siguranța Vieții pe Mare⁠(d); ambele măsuri sunt și astăzi în vigoare.
La 18 iunie 1812, Guglielmo Marconi a depus mărturie în fața comisiei britanice de anchetă cu privire la telegrafie. Raportul final a recomandat ca toate navele să fie echipate cu acest sistem și ca un număr suficient de operatori să mențină serviciul constant.
Modul în care s-a scufundat Titanic a scos la lumină probleme serioase de design ale clasei Olympic. Aceasta a dus la o recondiționare majoră a Olympicului și la modificări majore de design pentru construcția Britannicului.
În august 1912, vasul Corsican a lovit și el un aisberg în Atlantic, care i-a avariat grav prova; totuși, din cauza vremii încețoșate la acea vreme, viteza sa era redusă la „foarte încet”, ceea ce a limitat daunele suplimentare. Deși bărcile de salvare fuseseră pregătite, pasagerii nu s-au îmbarcat pe ele.

#### Rolul lui SSCalifornian

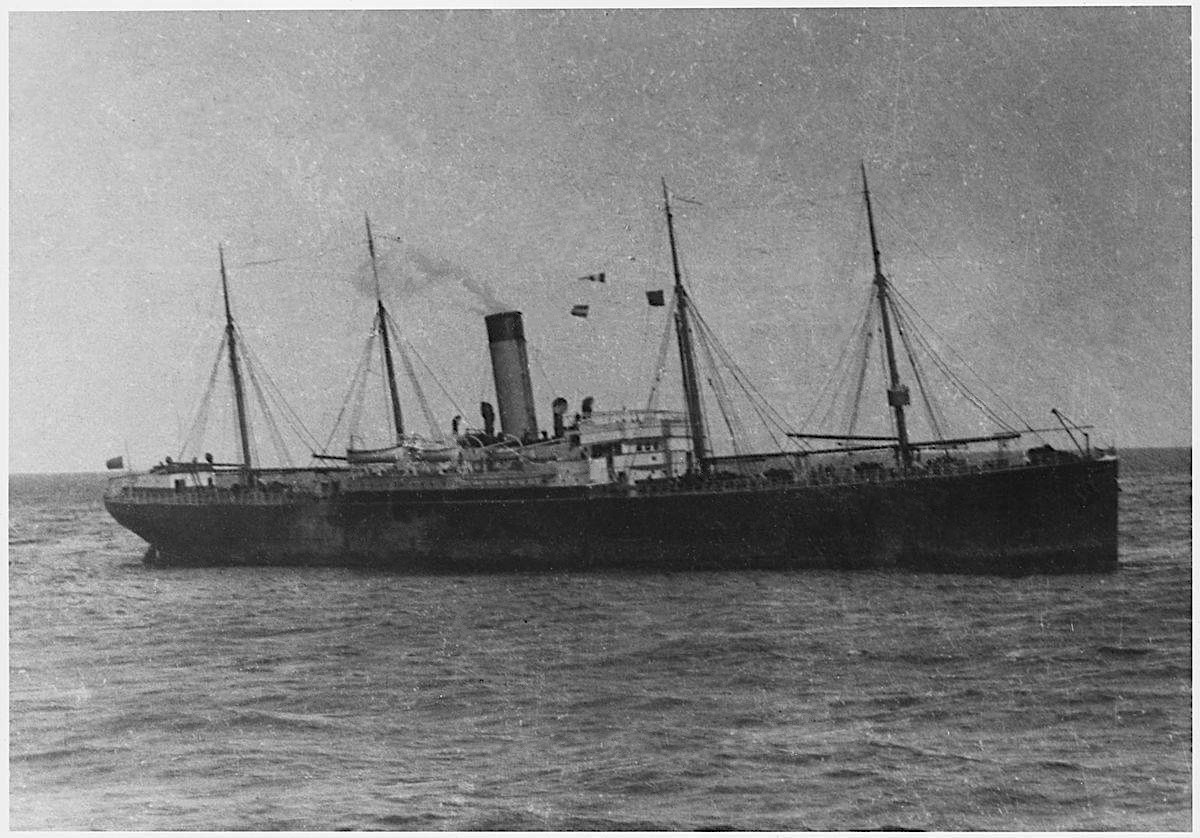
SS Californian, care încercase să avertizeze Titanicul despre pericolul ghețurilor

Una dintre cele mai controversate chestiuni examinate în cadrul anchetelor a fost rolul jucat de SS Californian, care se afla la doar câțiva mile de Titanic, dar nu a răspuns apelurile sale de avarie și nici la rachetele de semnalizare. Californian s-a oprit noaptea din cauza gheții și a avertizat pe Titanic prin radio, dar avertismentele au fost respinse de operatorul radio senior de pe Titanic, Jack Phillips⁠(d).
Mărturia dinaintea anchetei britanice a arătat că la 10:10 pm, Californian a observat luminile unei nave spre sud; s-a convenit mai târziu între căpitanul Stanley Lord și ofițerul al patrulea CV Groves (care l-a înlocuit pe Lord în post la 11:10 pm) că acesta era un vapor de pasageri. La 11:50 pm, ofițerul văzuse luminile acelei nave stingându-se, de parcă s-ar fi oprit sau s-ar fi întors brusc și că lumina de la babord era acum vizibilă. Semnale luminoase Morse către navă, la ordinul lui Lord, au fost transmise între 11:30 pm și 1:00 am, dar nu s-a recepționat nicio confirmare de primire. Dacă Titanic era atât de departe de Californian pe cât susținea Lord, atunci știa, sau ar fi trebuit să știe, că semnalele Morse nu vor fi vizibile. O acțiune rezonabilă și prudentă ar fi fost trezirea operatorului radio și instruirea lui să încerce să contacteze Titanic prin această metodă. Dacă Lord ar fi făcut-o, este posibil să fi ajuns la Titanic la timp pentru a salva vieți suplimentare.
Căpitanul Lord se dusese în camera hărților la 11:00 pm pentru a petrece noaptea; cu toate acestea, al treilea ofițer Herbert Stone, acum de serviciu, l-a anunțat pe Lord la 1:10 am că nava a tras cinci rachete. Lord a vrut să știe dacă erau semnale ale companiei, adică rachete colorate folosite pentru identificare. Stone a spus că nu știe și că rachetele erau toate albe. Căpitanul Lord a instruit echipajul să continue să semnaleze celeilalte nave cu lampa Morse și s-a culcat la loc. Încă trei rachete au fost observate la 1:50 am și Stone a observat că nava arăta ciudat în apă, de parcă ar fi înclinată. La 2:15 am, Lord a fost anunțat că nava nu mai putea fi văzută. Lord a întrebat din nou dacă luminile erau colorate în ele și a fost informat că toate erau albe.
Californian a răspuns în cele din urmă. Pe la 5:30 am, ofițerul șef George Stewart l-a trezit pe operatorul radio Cyril Furmstone Evans, l-a informat că au fost văzute rachete pe timpul nopții și i-a cerut să încerce să comunice cu orice navă. A primit vești despre pierderea Titanicului, l-a anunțat pe căpitanul Lord, iar nava a pornit să ofere asistență. Ea a ajuns cu mult după ce Carpathia ridicase deja toți supraviețuitorii.
Anchetele au constatat că nava văzută de Californian era de fapt Titanic și că ar fi fost posibil pentru Californian să îi vină în ajutor; prin urmare, căpitanul Lord a acționat necorespunzător când nu a făcut aceasta.

### Supraviețuitori și victime
Nu se știe cu precizie cu câte victime s-a soldat scufundarea, din cauza mai multor factori. Printre aceștia se numără confuzia cu privire la lista de pasageri, care includea câteva nume de persoane își anulaseră călătoria în ultimul moment și faptul că mai mulți pasageri călătoreau sub pseudonime, din diverse motive și, prin urmare, au apărut de două ori pe listele de victime. Numărul morților a fost estimat între 1.490 și 1.635 de persoane. Tabelele de mai jos folosesc cifrele din raportul Comisiei Britanice de Comerț⁠(d) despre dezastru. Utilizarea sistemului Marconi fără fir nu a avut ca rezultat aducerea unei nave de salvare pentru Titanic înainte de a se scufunda, dar a adus Carpathia la timp pentru a salva pe unii dintre supraviețuitorii care altfel ar fi murit de frig.
Temperatura apei era mult sub cea normală în zona în care s-a scufundat Titanic. Ea a contribuit la moartea rapidă a multor pasageri în timpul scufundării. Măsurările temperaturii apei în preajma orei accidentului au dat valoarea de −2 °C (28 °F) . Temperaturile tipice ale apei erau în mod normal în jur de 7 °C (45 °F) la mijlocul lunii aprilie. Răceala apei a fost un factor critic, provocând adesea moartea în câteva minute pentru mulți dintre cei aflați în apă.
Mai puțin de o treime dintre cei aflați la bordul Titanicului au supraviețuit dezastrului. Unii supraviețuitori au murit la scurt timp după aceea; rănile și efectele expunerii la frig au provocat moartea mai multora dintre cei aduși la bordul navei Carpathia. Cifrele arată diferențe mari în ratele de supraviețuire ale diferitelor clase de la bordul Titanicului. Dintre femeile de la clasa întâi, doar 3% au murit, dar dintre cele de la clasa a treia, au murit 54%. Similar, la clasa întâi au murit cinci din șase copii, la clasa a doua au supraviețuit toți copiii, dar la clasa a treia au murit 52 din cei 79 de copii. Diferențele în funcție de sex au fost și mai mari: dintre membrii echipajului, s-au salvat aproape toate femeile din cadrul echipajului și de la clasa întâi și a doua. Bărbații din clasa I au murit într-o proporție mai mare decât femeile de la clasa a treia. În total, 50% dintre copii au supraviețuit, 20% dintre bărbați și 75% dintre femei.
Thomas Andrews, arhitectul naval șef al șantierului naval, a murit în dezastru.
Ultimul supraviețuitor în viață, Millvina Dean din Anglia, care, la doar nouă săptămâni, era cel mai tânăr pasager de la bord, a murit la 97 de ani la 31 mai 2009. Dintre supraviețuitori, s-au remarcat stewardesa Violet Jessop și fochistul Arthur John Priest⁠(d), care au supraviețuit scufundărilor Titanicului și a lui HMHS Britannic și se aflau la bordul RMS Olympic când a fost izbit în 1911.
| Sex/Vârsta | Clasa/echipaj | Numărul total | Număr celor salvați | Număr celor pierduți | Procentul celor salvați | Procentul celor pierduți |
| ---------- | ------------- | ------------- | ------------------- | -------------------- | ----------------------- | ------------------------ |
| Copii      | Clasa întâi   | 6             | 5                   | 1                    | 83%                     | 17%                      |
| Copii      | Clasa a doua  | 24            | 24                  | 0                    | 100%                    | 0%                       |
| Copii      | Clasa a treia | 79            | 27                  | 52                   | 34%                     | 66%                      |
| femei      | Clasa întâi   | 144           | 140                 | 4                    | 97%                     | 3%                       |
| femei      | Clasa a doua  | 93            | 80                  | 13                   | 86%                     | 14%                      |
| femei      | Clasa a treia | 165           | 76                  | 89                   | 46%                     | 54%                      |
| femei      | Echipaj       | 23            | 20                  | 3                    | 87%                     | 13%                      |
| Bărbați    | Clasa întâi   | 175           | 57                  | 118                  | 33%                     | 67%                      |
| Bărbați    | Clasa a doua  | 168           | 14                  | 154                  | 8%                      | 92%                      |
| Bărbați    | Clasa a treia | 462           | 75                  | 387                  | 16%                     | 84%                      |
| Bărbați    | Echipaj       | 885           | 192                 | 693                  | 22%                     | 78%                      |
| Total      | Total         | 2.224         | 710                 | 1.514                | 32%                     | 68%                      |

### Recuperarea și înmormântarea morților

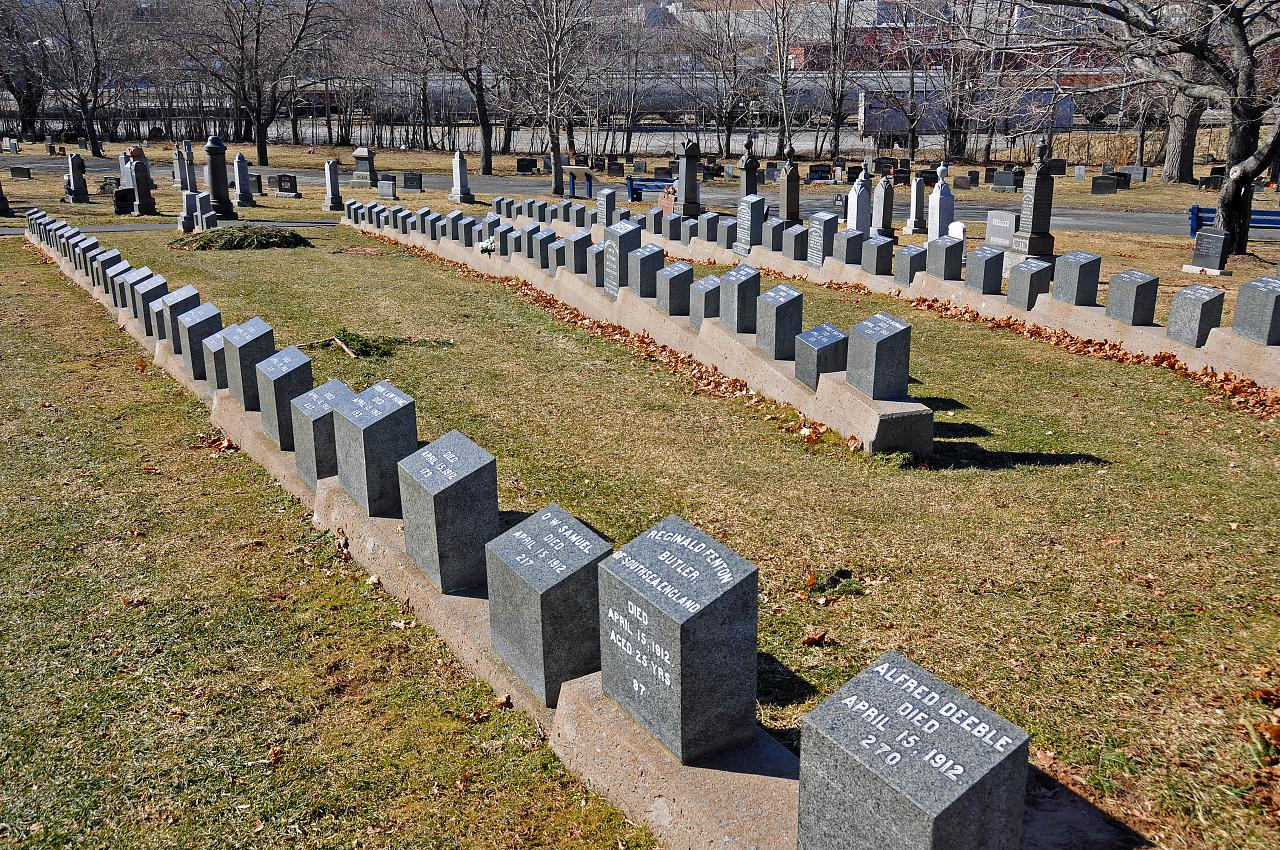
Cenotafe ale victimelor Titanicului, la cimitirul Fairview, Halifax, Nova Scotia

Odată ce pierderea masivă de vieți omenești a devenit cunoscută, White Star Line a închiriat cablierul CS Mackay-Bennett⁠(d) din Halifax, Nova Scoția, Canada, pentru a recupera cadavrele. Au participat la căutare și alte trei nave canadiene: cablierul Minia, nava de aprovizionare a farurilor Montmagny și vasul de vânătoare de foci⁠(d) Algerine. Fiecare navă a plecat cu provizii de îmbălsămare, pompe funebre și clerici. Dintre cele 333 de victime care au fost în cele din urmă recuperate, 328 au fost recuperate de navele canadiene și alte cinci cu ocazia trecerii altor vapoare prin Atlanticul de Nord.
Prima navă care a ajuns la locul scufundării, CS Mackay-Bennett, a găsit atât de multe cadavre încât proviziile de îmbălsămare de la bord au fost epuizate rapid. Reglementările sanitare impuneau ca numai trupurile îmbălsămate să poată fi returnate în port. Căpitanul Larnder de la Mackay-Bennett și agenții de pompe funebre de la bord au decis să păstreze doar cadavrele pasagerilor de clasa întâi, justificându-și decizia prin necesitatea identificării vizuale a bărbaților bogați pentru a rezolva orice dispute legate de marile proprietăți. Drept urmare, mulți pasageri de clasa a treia și membri ai echipajului au fost înmormântați pe mare. Larnder i-a identificat pe mulți dintre cei înmormântați pe mare ca membri ai echipajului după hainele lor și a declarat că și el, ca marinar, ar fi mulțumit să fie înmormântat pe mare.
Cadavrele recuperate au fost păstrate pentru transport la Halifax, cel mai apropiat oraș de locul scufundării, care avea și conexiuni directe feroviare și cu vaporul. Ofițerul de stare civilă din Halifax, John Henry Barnstead⁠(d), a dezvoltat un sistem detaliat pentru a identifica cadavrele și a proteja bunurile personale. Rude din toată America de Nord au venit să identifice și să revendice cadavrele. O mare morgă temporară a fost înființată pe patinoarul de curling al Clubului de Curling Mayflower și au fost chemați funcționari din tot estul Canadei pentru a ajuta. Unele cadavre au fost expediate pentru a fi îngropate în orașele lor natale din America de Nord și Europa. Aproximativ două treimi dintre cadavre au fost identificate. Victimele neidentificate au fost îngropate cu simple numere bazate pe ordinea în care au fost descoperite cadavrele lor. Majoritatea victimelor recuperate, 150 de cadavre, au fost îngropate în trei cimitire din Halifax, cel mai mare fiind cimitirul Fairview Lawn,⁠(d) urmat de cimitirele Mount Olivet⁠(d) și Baron de Hirsch⁠(d) din apropiere.
La mijlocul lui mai 1912, RMS Oceanic a recuperat trei cadavre la peste 200 mile (320 km) de la locul scufundării, care se numărau printre ocupanții inițiali ai Bărcii A. Când al șaselea ofițer, Harold Lowe⁠(d), și șase membri ai echipajului s-au întors la locul epavei la ceva timp după scufundare într-o barcă de salvare pentru a ridica supraviețuitorii, au salvat o duzină de bărbați și o femeie din Barca A, dar a lăsat cadavrele a trei dintre ocupanții acesteia. După recuperarea lor din Barca A de către Oceanic, cadavrele au fost înmormântate pe mare.
Ultimul cadavru al dezastrului Titanicului care a fost recuperat a fost stewardul James McGrady, trupul nr. 330, găsit de nava de vânătoare de foci din Newfoundland Algerine pe 22 mai și îngropat la cimitirul Fairview Lawn din Halifax pe 12 iunie.
Au fost recuperate doar 333 de cadavre ale victimelor Titanicului, adică doar aproximativ o cincime din cele peste 1.500 de victime. Unele cadavre s-au scufundat odată cu nava, iar curenții au dispersat rapid trupurile și epavele pe sute de mile, făcându-le dificil de recuperat. Până în iunie, una dintre ultimele nave de căutare a raportat că vestele de salvare care susțineau corpurile se destrămau iar cadavrele se scufundau.
Cadavrele pasagerilor Titanicului au fost numerotate pe măsură ce au fost aduse la bord. Caracteristicile fizice, îmbrăcămintea, mărcile de identificare și efectele personale au fost toate documentate. Efectele personale au fost depozitate separat, etichetate cu același număr ca și trupul, iar obiectele de valoare au fost închise într-o casetă. Fără material sau spațiu suficient pentru a manipula trupurile și bunurile lor, echipajul a trebuit să facă un triaj.

## Epava

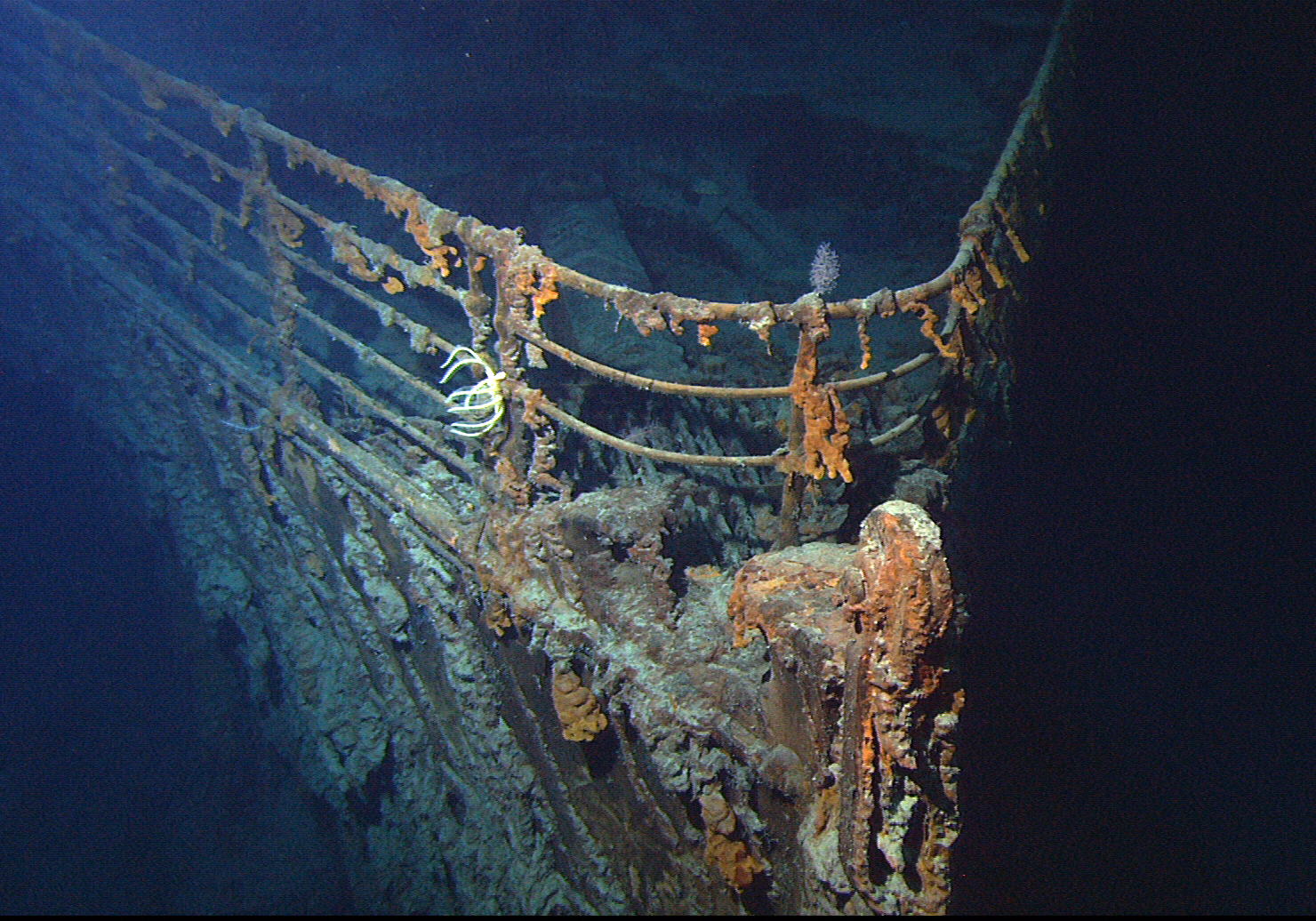
Prova Titanicului, fotografiată în iunie 2004

S-a crezut mult timp că Titanic s-a scufundat într-o singură bucată și, de-a lungul anilor, au fost propuse mai multe planuri pentru ridicarea epavei. Niciunul nu s-a realizat. Problema fundamentală a fost marea dificultate de a găsi și de a ajunge la o epavă care se află peste 3.700 m adâncime, unde presiunea apei este de peste 41 MPa, aproximativ 400 de atmosfere standard. Au fost organizate o serie de expediții pentru a găsi Titanicul, dar abia la 1 septembrie 1985 o expediție franco-americană condusă de Jean-Louis Michel și Robert Ballard⁠(d) a reușit.
Echipa a descoperit că Titanic se rupsese în două, probabil, aproape sau chiar la suprafață, înainte de a se scufunda pe fundul mării. Secțiunile separate de prova și pupa se află la aproximativ 600 m distanță una de alta în Canionul Titanicului⁠(d) din largul coastei Newfoundlandului. Sunt situate la 21,2 km de coordonatele aproximative date de operatorii radio de pe Titanic în noaptea scufundării, și la 1.151 km de Halifax și 2.000 km de New York.
Ambele secțiuni au lovit fundul mării cu o viteză considerabilă, ceea ce a făcut ca prova să se deformeze și pupa să se prăbușească complet. Prova este de departe secțiunea mai intactă și conține încă unele interioare surprinzător de intacte. În schimb, pupa este complet distrusă; Punțile sale s-au prăbușit succesiv una peste alta și o mare parte din placajul carenei a fost rupt și zace împrăștiat pe fundul mării. Nivelul mult mai mare de deteriorare al pupei se datorează probabil daunelor structurale suferite în timpul scufundării. Astfel slăbit, restul pupei a fost turtit de impactul cu fundul mării.
Cele două secțiuni sunt înconjurate de un câmp de resturi care măsoară aproximativ 8 pe 5 km. Conține sute de mii de obiecte, cum ar fi bucăți de navă, mobilier, veselă și obiecte personale, care au căzut de pe navă în timp ce aceasta se scufunda sau au fost aruncate atunci când prova și pupa au lovit fundul mării. Câmpul de resturi a fost și locul de veci al mai multor victime. Majoritatea trupurilor și hainelor au fost consumate de creaturi marine și bacterii, lăsând perechile de pantofi și cizme – care s-au dovedit a fi necomestibile – ca singurul semn că trupurile s-au aflat cândva acolo.
De la descoperirea sa inițială, epava Titanicului a fost revăzută în nenumărate rânduri de exploratori, oameni de știință, realizatori de film, turiști și recuperatori, care au recuperat mii de articole din câmpul de resturi pentru conservare și expunere publică. Starea navei s-a deteriorat semnificativ de-a lungul anilor, în special din cauza daunelor accidentale cauzate de submersibile⁠(d), dar mai ales din cauza ritmului accelerat de creștere a bacteriilor consumatoare de fier pe carenă. În 2006, s-a estimat că în 50 de ani corpul și structura Titanicului se vor prăbuși în cele din urmă complet, lăsând doar accesoriile interioare mai durabile ale navei amestecate cu o grămadă de rugină pe fundul mării.

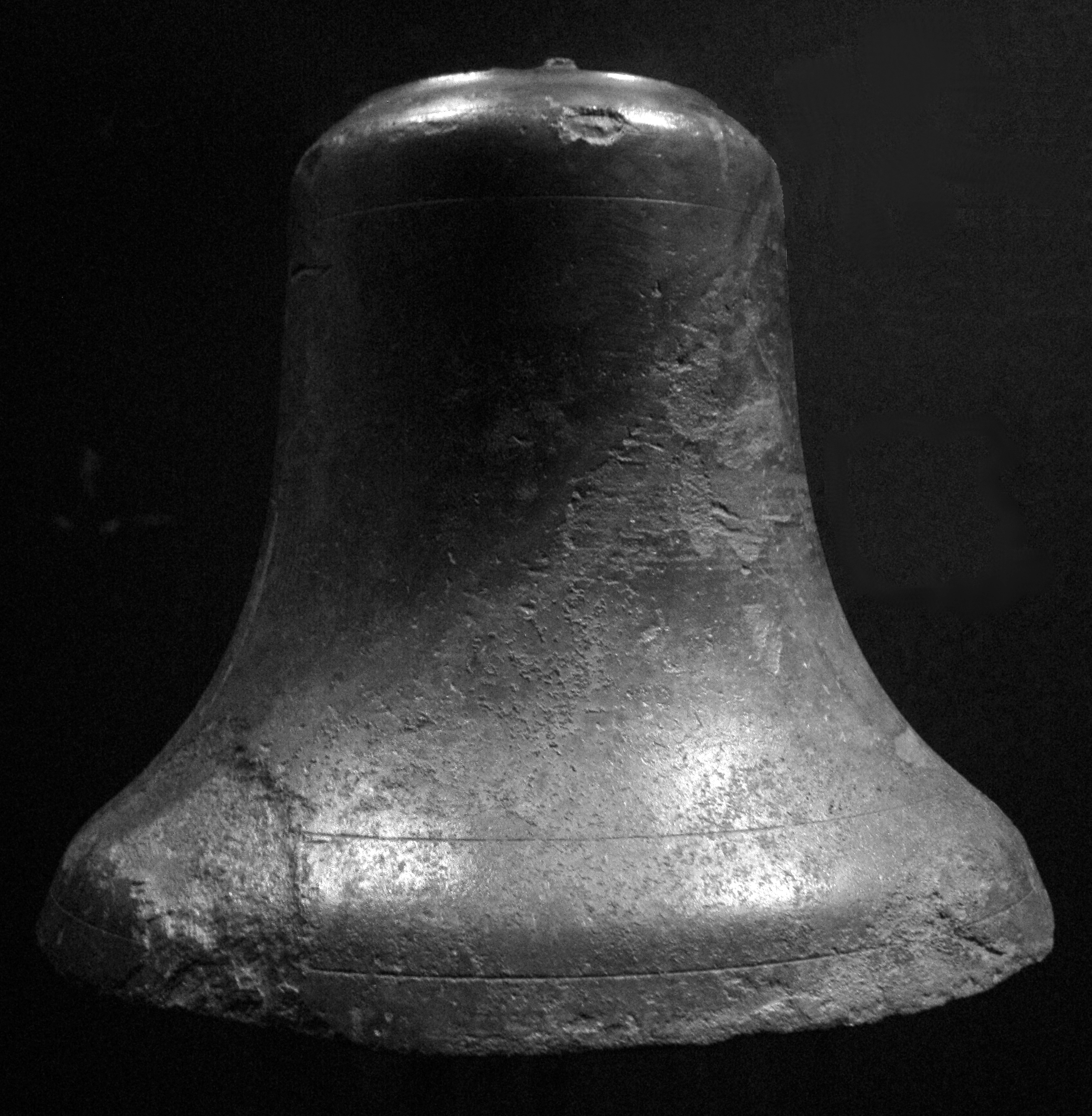
Clopotul navei, recuperat din epavă

Multe artefacte de la Titanic au fost recuperate de pe fundul mării de către RMS Titanic Inc.⁠(d), care le expune în expoziții itinerante din întreaga lume și într-o expoziție permanentă la hotelul și cazinoul Luxor Las Vegas⁠(d) din Las Vegas⁠(d), Nevada. O serie de alte muzee expun artefacte fie donate de supraviețuitori, fie recuperate de la trupurile victimelor dezastrului.
Pe 16 aprilie 2012, a doua zi după împlinirea a 100 de ani de la scufundare, au fost publicate fotografii care arată posibile rămășițe umane odihnindu-se pe fundul oceanului. Fotografiile, făcute de Robert Ballard în timpul unei expediții efectuate de NOAA în 2004, arată o cizmă și o haină aproape de pupa Titanicului, pe care experții le-au numit „dovezi convingătoare” că este locul în care cineva a ajuns să odihnească și că în sedimentele de sub ele ar putea fi îngropate rămășițele umane. Epava Titanicului intră sub incidența Convenției UNESCO din 2001 privind protecția patrimoniului cultural subacvatic⁠(d). Aceasta înseamnă că toate statele semnatare ale convenției vor interzice jefuirea, exploatarea comercială, vânzarea și dispersarea epavei și a artefactelor sale. Din cauza amplasării epavei în apele internaționale și a lipsei oricărei jurisdicții exclusive asupra zonei epavei, convenția prevede un sistem de cooperare interstatală, prin care statele se informează reciproc cu privire la orice activitate potențială referitoare la locațiile epavelor vechi, cum ar fi Titanic și cooperează pentru a preveni intervențiile neștiințifice sau lipsite de etică.
Scufundările submersibile din 2019 au constatat o deteriorare suplimentară a epavei, inclusiv pierderea căzii de baie a căpitanului. Între 29 iulie și 4 august 2019, un vehicul submersibil de două persoane care efectua cercetări și filma un documentar s-a ciocnit cu epava. Scufundările erau efectuate de EYOS Expeditions, firmă care a raportat că curenții puternici au împins submersibilul în epavă, lăsând o pată roșie de rugină pe laterala submersibilului. Raportul nu menționa dacă Titanicul a suferit daune.
În mai 2023, Magellan Ltd., o companie de cartografiere a fundului mării, a anunțat că a creat un „geamăn digital” al Titanicului, expunând epava la un nivel de detaliu care nu mai fusese capturat până atunci. Compania a creat modelul din aproximativ 715.000 de imagini 3D, surprinse pe parcursul unei expediții de șase săptămâni în vara anului 2022, folosind două submersibile, numite Romeo și Julieta. Ei au cartografiat „fiecare milimetru” al epavei, precum și întregul câmp de moloz de 3 mile marine. Crearea modelului a durat aproximativ opt luni.
Pe 18 iunie 2023, submersibilul Titan⁠(en)[traduceți], operat de OceanGate⁠(d) Expeditions, a dispărut în Oceanul Atlantic de Nord, în largul coastei Newfoundlandului. Submersibilul, conceput pentru a transporta cinci persoane, transporta o expediție de turiști pentru a vedea epava Titanicului. La 22 iunie 2023, compania de exploatare a anunțat că crede că echipajul lui Titan s-a pierdut pe mare după o implozie catastrofală a submersibilului și, șase zile mai târziu, Garda de Coastă a Statelor Unite a anunțat descoperirea în rămășițele recuperate ale lui Titan a unor „presupuse rămășițe umane” care confirmă o asemenea implozie.

## Urmările pe termen lung

### Siguranță

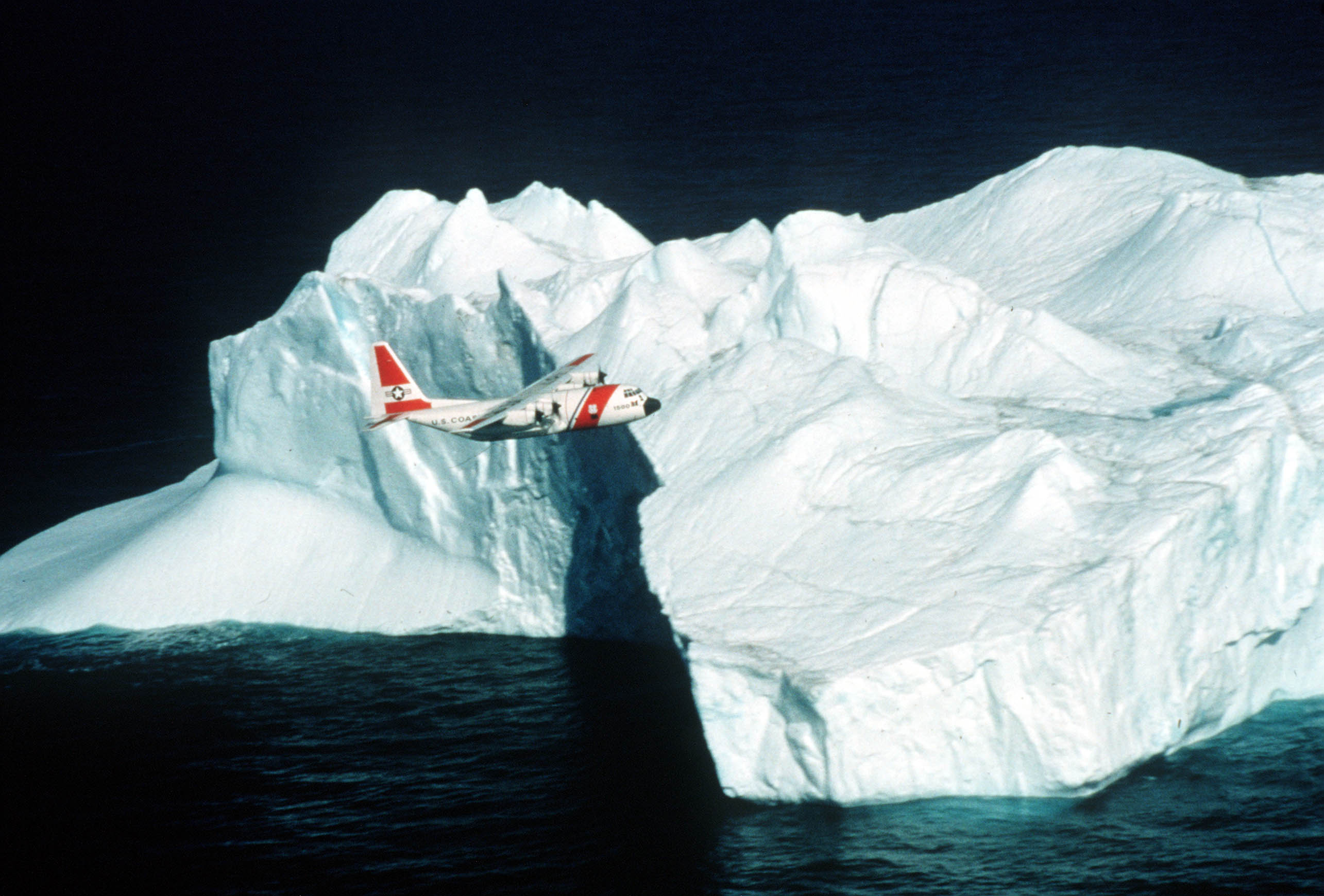
O aeronavă de patrulare a ghețurilor care inspectează un iceberg

După dezastru, au fost făcute recomandări atât de către Comisia de anchetă britanică, cât și de cea americană, care afirmă că navele ar trebui să transporte suficiente bărci de salvare pentru toți cei de la bord, a impus exerciții obligatorii pentru bărcile de salvare, și inspecții ale bărcilor de salvare etc. Multe dintre aceste recomandări au fost încorporate în Convenția internațională pentru siguranța vieții pe mare⁠(d) a fost adoptată în 1914. Convenția a fost actualizată prin modificări periodice, cu o versiune complet nouă adoptată în 1974. Semnatarii Convenției au urmat legislația națională pentru a implementa noile standarde. De exemplu, în Regatul Unit, noi „Reguli pentru dispozitivele de salvare a vieții” au fost adoptate de Comisia de Comerț⁠(d) la 8 mai 1914 și apoi aplicate la o reuniune a companiilor britanice de vapoare din Liverpool în iunie 1914.
Mai mult, guvernul Statelor Unite a adoptat Legea Radio din 1912⁠(d). Această lege, împreună cu Convenția internațională pentru siguranța vieții pe mare, prevedea că comunicațiile radio pe navele de pasageri vor fi operate 24 de ore pe zi, împreună cu o sursă de alimentare secundară, pentru a nu pierde apelurile de urgență. De asemenea, Legea Radio din 1912 impunea navelor să mențină contactul cu navele din vecinătatea lor, precum și cu stațiile de radio de pe coastă. În plus, s-a convenit în Convenția internațională pentru siguranța vieții pe mare că tragerea de rachete roșii de pe o navă trebuie interpretată ca o cerere de ajutor. Odată ce Legea Radio din 1912 a fost adoptată, s-a convenit ca rachetele de pe mare să fie interpretate doar ca semnale de primejdie, eliminând astfel orice posibilă interpretare greșită de la alte nave. În același an, Comisia de Comerț⁠(d) a închiriat barcul⁠(d) Scotia⁠(en)[traduceți] pentru a acționa ca navă meteorologică în Marile Bancuri ale Newfoundlandului⁠(d), pentru a monitoriza icebergurile. A fost instalat un telegraf fără fir Marconi pentru a-i permite să comunice cu stațiile de pe coasta Labradorului și Newfoundlandului⁠(d).
În cele din urmă, dezastrul a dus la formarea și finanțarea internațională a Patrulei Internaționale a Gheții, o agenție a Pazei de Coastă a SUA care până în prezent monitorizează și raportează locația icebergurilor din Oceanul Atlantic de Nord care ar putea reprezenta o amenințare pentru traficul maritim transatlantic. Aeronavele Pazei de Coastă efectuează recunoașterea primară. În plus, se colectează informații de la navele care operează sau care trec prin zona cu gheață. Cu excepția anilor celor două războaie mondiale, patrula internațională de gheață a lucrat în fiecare sezon din 1913. În această perioadă, nu a fost raportată nicio pierdere de vieți omenești sau de bunuri din cauza coliziunii cu vreun iceberg în zona de patrulare.

### Memoria

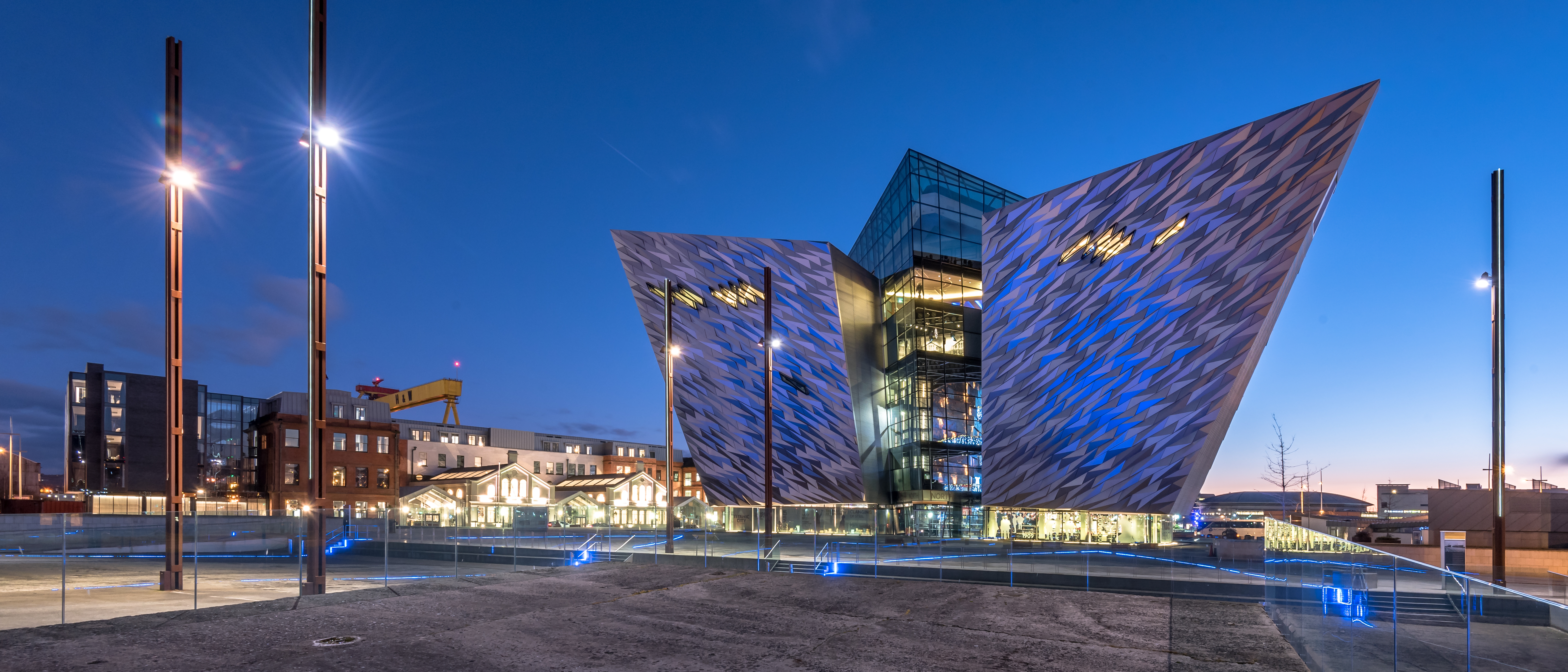
, fotografiat în noiembrie 2017

Titanic a intrat în istorie ca nava numită „nescufundabilă”. De mai bine de 100 de ani, ea a fost o sursă de inspirație pentru lucrări de ficțiune și non-ficțiune. Este comemorat de monumente pentru morți și de muzee care expun artefacte de la epavă. Imediat după scufundare, cărțile poștale memoriale s-au vândut în număr mare, împreună cu suveniruri, de la cutii metalice de bomboane la farfurii, vase de agitat whisky și chiar ursuleți de pluș negri de doliu. Scufundarea a inspirat multe balade precum „The Titanic⁠(d)”.  Câțiva supraviețuitori au scris cărți despre experiențele lor, dar abia în 1955 a fost publicată prima carte cu acuratețe istorică – A Night to Remember⁠(d).
Primul film despre dezastru, Salvați din Titanic⁠(d), a fost lansat la doar 29 de zile după ce nava s-a scufundat și a avut ca vedetă un supraviețuitor real — actrița de film mut Dorothy Gibson⁠(d). Acest film este considerat pierdut. Filmul britanic A Night to Remember⁠(d) (1958) este încă considerat pe scară largă drept cea mai fidelă imagine istorică a scufundării. Cel mai de succes din punct de vedere financiar a fost de departe Titanic (1997) al lui James Cameron, care a devenit filmul cu cele mai mari încasări din istorie până atunci, precum și câștigătorul a 11 premii Oscar la cea de a 70-a ediție a Premiilor Academiei, inclusiv cel mai bun film și cel mai bun regizor pentru Cameron.
Dezastrul Titanicului a fost comemorat printr-o varietate de monumente memoriale și monumente dedicate victimelor, ridicate în mai multe țări vorbitoare de limbă engleză și în special în orașe care au suferit pierderi notabile. Printre acestea s-au numărat Southampton și Liverpool din Anglia; New York și Washington, DC din Statele Unite; și Belfast și Cobh⁠(d) (fostul Queenstown) din Irlanda. Mai multe muzee din întreaga lume au expoziții despre Titanic; cel mai cunoscut este în Belfast, locul de naștere al navei (vezi mai jos).
RMS Titanic Inc., care este autorizată să recupereze obiecte de la locul epavei, are o expoziție permanentă Titanic la hotelul și cazinoul Luxor Las Vegas⁠(d) din Nevada, care expune o placă de 22 de tone din carena navei. De asemenea, ea organizează o expoziție care călătorește în jurul lumii. În Nova Scotia, Muzeul Maritim al Atlanticului⁠(d) din Halifax expune obiecte care au fost recuperate din mare la câteva zile după dezastru. Printre acestea se numără includ piese de lemn, cum ar fi lambriuri din Loja de la Clasa I a navei și un șezlong originar, precum și obiecte luate de la victime. În 2012, centenarul a fost marcat cu piese de teatru, programe radio, parade, expoziții și excursii speciale la locul scufundării împreună cu timbre și monede comemorative. Royal Mail (a cărei corespondență era transportată de RMS —Royal Mail Ship — Titanic) a emis zece mărci poștale de clasa I din Regatul Unit⁠(d), fiecare cu „sigiliul coroanei”, pentru a marca centenarul dezastrului.
Într-o coincidență literară frecvent comentată, Morgan Robertson⁠(d) scrisese în 1898 un roman intitulat Futilitate⁠(d) despre un vas britanic fictivă de pasageri, intriga având o serie de asemănări cu dezastrul Titanicului. În roman, nava se numea SS Titan, un vapor de călători cu patru punți, cel mai mare din lume și considerat a fi de nescufundat; ca și Titanic, el s-a scufundat în aprilie după ce s-a lovit de un iceberg și nu avea suficiente bărci de salvare.

#### În Irlanda de Nord
Au durat multe decenii până când semnificația Titanicului să fie promovată în Irlanda de Nord, unde nava fusese construită de Harland și Wolff în Belfast. În timp ce restul lumii îmbrățișase gloria și tragedia Titanicului, acesta rămăsese un subiect tabu pe tot parcursul secolului al XX-lea în orașul său natal. Scufundarea a adus o durere extraordinară și a fost o mare lovitură dată mândriei Belfastului. În plus, șantierul naval de acolo era un loc pe care mulți catolici îl considerau ostil. În a doua jumătate a secolului, pe parcursul unui conflict sectar întins pe 30 de ani, Titanic a fost o aducere aminte a privării catolicilor de drepturi civile, care contribuise parțial la The Troubles. Soarta Titanicului a rămas o poveste binecunoscută în gospodăriile localnicilor de-a lungul secolului al XX-lea, dar investițiile comerciale în proiecte care să memorializeze RMS Titanic au fost modeste din cauza acestor probleme.
După The Troubles și după Acordul de Vinerea Mare, numărul turiștilor străini care vizitează Irlanda de Nord a crescut. Ulterior, în Cadrul Strategic de Acțiune 2004–2007 al Consiliului de Turism al Irlandei de Nord s-a identificat că semnificația și interesul pentru Titanic la nivel global (parțial datorat filmului din 1997 Titanic) nu sunt exploatate pe deplin ca atracție turistică. Astfel, alături de alte proiecte mai mici, s-a dezvoltat Titanic Belfast, ca memorial al Titanicului⁠(d).
În 2012, cu ocazia centenarului navei, a fost deschisă atracția pentru vizitatori Titanic Belfast⁠(d) pe locul șantierului naval unde fusese construit Titanic. A fost a doua cea mai vizitată atracție turistică din Irlanda de Nord, cu aproape 700.000 de vizitatori în 2016.
În ciuda faptului că în portul Belfast, Harland and Wolff construise peste 1.600 de nave, Insula Reginei a devenit redenumită după cea mai faimoasă navă a acestora, Titanic Quarter în 1995. Cândva o poveste sensibilă, Titanic este acum considerat unul dintre cele mai venerate și unificatoare simboluri ale Irlandei de Nord.
La sfârșitul lunii august 2018, mai multe grupuri se luptau pentru dreptul de a cumpăra cele 5.500 de relicve ale Titanicului, care erau un activ al Premier Exhibitions, aflat în faliment. În cele din urmă, Titanic Belfast, Titanic Foundation Limited și Muzeele Naționale din Irlanda de Nord s-au alăturat Muzeului Național Maritim ca un consorțiu care strângea bani pentru achiziționarea celor 5.500 de artefacte. Grupul intenționa să păstreze toate articolele împreună ca o singură expoziție. Oceanograful Robert Ballard⁠(d) a spus că este favorizează această ofertă, deoarece va asigura că suvenirurile vor fi expuse permanent în Belfast (unde a fost construit Titanic) și la Greenwich. Muzeele au criticat procesul de licitație stabilit de tribunalul de faliment din Jacksonville, Florida. Oferta minimă pentru licitația din 11 octombrie 2018 a fost stabilită la 21,5 milioane de dolari (16,5 milioane de lire sterline), iar consorțiul nu avea suficientă finanțare pentru a face față acestei sume. La 17 octombrie 2018, The New York Times a raportat că un consorțiu de trei fonduri speculative — Apollo Global Management, Alta Fundamental Advisers și PacBridge Capital Partners — a plătit 19,5 USD milioane pentru colecție. La momentul achiziției, consorțiul a acceptat supravegherea continuă de către instanță cu privire la noi activități de explorare sau salvare, care trebuie să primească aprobarea NOAA și a instanței. În plus, prețul de cumpărare oferă creditorilor negarantați ai lui Premier o recuperare de 80%.

## Replici

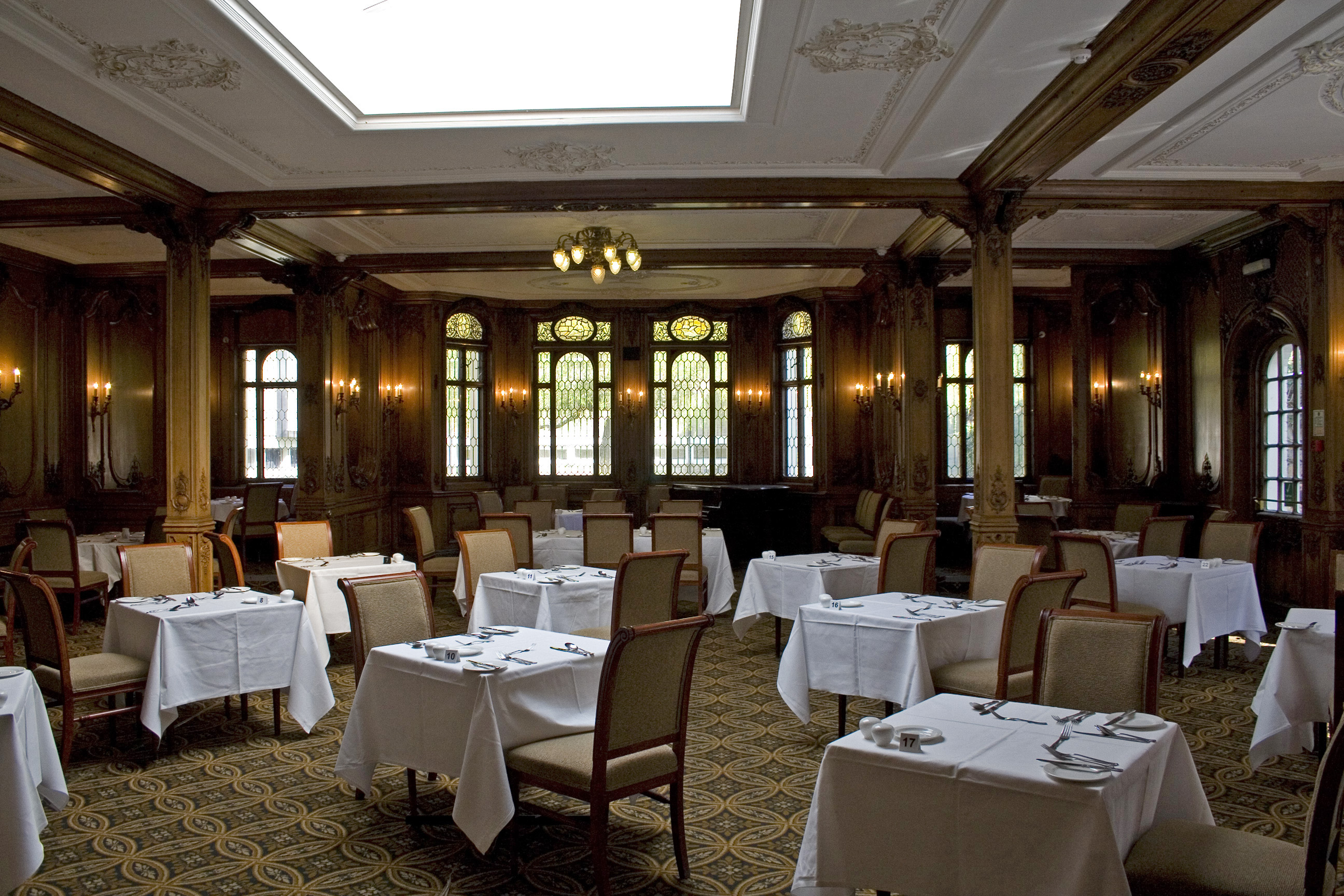
Salonul de clasa I al Olympicului, care era aproape identic cu cel al Titanicului, văzut astăzi ca o sală de mese în

Au existat mai multe propuneri și studii pentru un proiect de construire a unei replici a Titanicului. Un proiect al omului de afaceri sud-african Sarel Gaus a fost abandonat în 2006, iar un proiect al omului de afaceri australian Clive Palmer⁠(d) a fost anunțat în 2012, cunoscut sub numele de Titanic II.
O companie chineză de construcții navale cunoscută sub numele de Wuchang Shipbuilding Industry Group Co., Ltd a început construcția în noiembrie 2016 pentru a construi o copie a navei Titanic pentru a fi utilizată într-o stațiune. Vasul urma să găzduiască multe caracteristici ale originalului, cum ar fi o sală de bal, o sală de mese, un teatru, cabine de primă clasă, cabine economice și piscină. Turiștii urmau să poată locui în interiorul Titanicului în timpul petrecut în stațiune. Acesta urma să fie andocat permanent în stațiune și să prezinte o simulare audiovizuală a scufundării, care a provocat unele critici. La nivelul anului 2022, totuși, se pare că a fost finalizat doar în proporție de 25%, iar site-ul său și contul de Twitter sunt nefuncționale.
RMS Olympic a fost nava soră a lui Titanic. Decorul interior al salonului de mese și scara cea mare erau identice și realizate de aceiași meșteri. Părți mari din interiorul Olympicului au fost vândute ulterior și se află acum la Hotelul White Swan, Alnwick, ceea ce oferă o impresie despre cum arăta interiorul Titanicului.